# XIV legislatura de España
La xiv legislatura de España (ciii desde las Cortes de Cádiz) comenzó el 3 de diciembre de 2019 cuando, tras la celebración de las elecciones generales del 10 de noviembre, se constituyeron las Cortes Generales, y terminó el 30 de mayo de 2023, con la disolución anticipada de las mismas.  Le precedió la xiii legislatura y le sucedió la xv legislatura.
El Partido Socialista Obrero Español obtuvo mayorías simples en el Congreso de los Diputados y el Senado. El rey Felipe VI propuso como candidato a Pedro Sánchez quien, tras casi dos meses de negociaciones, fue investido presidente del Gobierno en segunda votación el 7 de enero de 2020 gracias al voto favorable del Partido Socialista Obrero Español, Unidas Podemos, Partido Nacionalista Vasco, Más País, Bloque Nacionalista Galego, Teruel Existe y Nueva Canarias y la abstención de Esquerra Republicana de Catalunya y EH Bildu.

## Antecedentes
Las elecciones generales de abril de 2019 otorgaron la victoria al Partido Socialista Obrero Español, sin embargo, esta victoria no supuso una mayoría absoluta ni permitía que ninguna otra formación alcanzase dicha mayoría que garantizase la investidura de un presidente del Gobierno. Desde el primer momento, la clase política otorgó a Pedro Sánchez, secretario general del PSOE y, por aquel entonces, presidente en funciones, la legitimidad para intentar formar Gobierno. Sánchez otorgó a Unidas Podemos la categoría de socio preferente —juntos sumaban 165 escaños—, si bien también pidió la abstención de los partidos del ámbito del centro-derecha y derecha política, Partido Popular y Ciudadanos, para que permitiesen gobernador a la lista más votada.
Estos dos últimos partidos rápidamente rechazaron abstenerse y aseguraron que votarían en contra, mientras que Unidas Podemos exigió un Gobierno de coalición para apoyar la investidura. Otros partidos de ámbito regional como Esquerra Republicana de Catalunya, el Partido Nacionalista Vasco, EH Bildu o el Partido Regionalista de Cantabria se mostraron a favor de abstenerse o, en el último caso, de votar a favor. Con todo esto, bastaría con que Podemos apoyase la investidura para que, por mayoría simple, Sánchez revalidase la presidencia, sin embargo, las negociaciones entre los partidos se bloquearon ante la negativa del PSOE de aceptar una coalición, mientras que Podemos estableció dicha condición como una línea roja. El PSOE ofreció otras formas de cogobernanza, como un «Gobierno de colaboración» con figuras afines a Podemos en los altos cargos de la Administración, algo que el partido morado rechazó.
Finalmente, el PSOE ofreció una coalición formada por una vicepresidencia social y tres ministerios, algo que Podemos tampoco aceptó, alegando que les correspondía mayor parte del Gobierno y que dichos ministerios estaban vacíos de competencias. Sánchez se sometió a una primera investidura, en la cual solo obtuvo el apoyo de su partido y del PRC. Unidas Podemos y diversos partidos regionalistas se abstuvieron, si bien los votos negativos alcanzaron la cifra de 155, rechazando el Congreso de los Diputados la investidura. Tras esto, el PSOE se negó a recuperar la oferta de coalición y solo realizó una única oferta más, un programa de 300 medidas con mecanismos para asegurar el cumplimiento de dicho programa pero sin coalición, algo que también fue rechazado por Podemos. A última hora, Ciudadanos ofreció abstenerse a cambio de una serie de condiciones, algo que el PSOE consideró como un movimiento electoralista y que dichas condiciones ya se cumplían, por lo que no era necesario atender dichas peticiones. Tras tales declaraciones y, tras una segunda ronda de consultas por parte del monarca y, al comprobarse que no existía una mayoría de Gobierno, el 24 de septiembre el rey firmó la disolución de las Cortes Generales.

## Inicio de la legislatura

### Escenario postelectoral

#### Análisis de resultados
A nivel estatal, la suma del PSOE (120) y de Unidas Podemos y sus confluencias (35) retrocedió diez escaños, tras la pérdida de tres escaños socialistas y siete de los morados, dificultando la alianza. Por su parte, los resultados de Más País fueron mucho más modestos de los esperados para el proyecto político de Íñigo Errejón ya que únicamente consiguió dos diputados por Madrid (Íñigo Errejón y Marta Higueras), mientras que su alianza valenciana, Més Compromís, tuvo el mismo resultado que Compromís en solitario el 28A, resultando en un escaño para Joan Baldoví.
Por lo que respecta a la derecha, tras su peor resultado electoral en las elecciones anteriores de abril de 2019, el Partido Popular recuperó alrededor de un tercio de los escaños del Congreso que perdió y casi la mitad de los mismos escaños perdidos del Senado. Sin embargo, a pesar de subir de 66 a 89 escaños, el resultado fue el segundo más exiguo de la historia del PP. Ciudadanos experimentó una caída espectacular de apoyos, al perder 2,5 millones de votos, 47 escaños (de 57 a 10) en el Congreso y todos sus senadores electos. El partido que más subió fue la formación de extrema derecha Vox, presidida por Santiago Abascal, que aumentó casi en un millón de votos, multiplicó sus escaños en el Congreso más del doble (de 24 a 52), y consiguieron sus primeros senadores electos.
En cuanto a los partidos de ámbito regional, la gran sorpresa fue la entrada por primera vez de la agrupación de electores Teruel Existe con un diputado, la primera entrada de la CUP-PR con dos diputados y la vuelta del BNG al Congreso con otro diputado, que no tenía representación desde las elecciones generales de 2011. En Cataluña, los partidos independentistas consiguieron un escaño más que en abril. La coalición de izquierdas ERC-Sobiranistes volvió a ganar pero con un margen bastante más estrecho que en abril, ya que perdió casi 150 000 votos y bajó dos escaños, pasando de 15 a 13. Por primera vez, la CUP-PR, partido de izquierda radical, se presentó a unas elecciones generales y consiguió los dos escaños que perdió ERC-S y, por su lado, JxCAT aumentó sus apoyos al sumar casi 30 000 votos a sus resultados de abril y un diputado más (de 7 a 8 escaños).
En el País Vasco, EAJ-PNV, a pesar de perder 17 000 votos, aumentó su porcentaje y ganó un escaño respecto a abril en los resultados provisionales. Sin embargo, tras el voto CERA, el nuevo escaño del PNV saltó al PP y se quedó con los 6 diputados anteriores. El partido independentista vasco, EH BIldu, ganó poco menos de 8 000 votos y se colocó en tercera posición, detrás del PNV y PSE-EE, asegurando los cuatro diputados de abril. En Navarra, hubo cambios respecto a las anteriores elecciones. La coalición de derechas Navarra Suma volvió a ganar, consiguiendo 2 diputados pero perdiendo casi 9 000 votos. El PSN retrocedió un escaño, quedándose con uno, que fue en favor de EH Bildu, que consiguió el primer escaño de su historia en territorio navarro.
Por su parte, los regionalistas cántabros, PRC, revalidaron su escaño de abril y los nacionalistas canarios, CC-PNC-NCa, refirmaron sus dos diputados. Sin embargo, en las elecciones de abril las dos diputadas eran de CC, al presentarse sin NCa, y en estas elecciones, tras la alianza con NCa, repitió la veterana diputada de CC, Ana Oramas, y un diputado de NCa, con la vuelta de Pedro Quevedo.
Aunque el Congreso es casi paritario entre hombres y mujeres con 152 diputadas, lo que representa el 43,4 % de los 350 escaños, la cifra supone un descenso de cuatro puntos porcentuales con la anterior legislatura.

#### Crisis en Ciudadanos
Tras la debacle electoral de Ciudadanos, las reacciones políticas fueron inmediatas. El 11 de noviembre, el día después de las elecciones, Albert Rivera dimitió como líder de Ciudadanos, después de que el partido perdiera más del 80 % de sus escaños en la Cámara y un tercio de sus escaños en el Senado, principalmente a favor del PP y Vox. Asimismo, anunció su intención de renunciar al escaño del Congreso de los Diputados para el que había sido elegido y retirarse por completo de la política. Del mismo modo, Juan Carlos Girauta, exportavoz en el Congreso que no había logrado revalidar su escaño, también anunció su retirada política. Desde ese momento y ante los resultados tan nefastos, se sucedieron continuas dimisiones de dirigentes destacados de Ciudadanos y de su ejecutiva. El 18 de noviembre, José Manuel Villegas, secretario general de Ciudadanos y sin escaño tras las elecciones, anunció su dimisión y Fernando de Páramo, secretario de comunicación, emitió un documento donde, al igual que Rivera, notificaba su dimisión, su renuncia al escaño y su retirada de la vida política. Por último, Fran Hervías, secretario de organización que quedó fuera del Congreso, hizo pública una carta desde su cuenta de Twitter para comunicar su dimisión, pedida desde hacía días por voces internas del partido. El 17 de marzo de 2021 se confirmaba que el diputado por Sevilla, Pablo Cambronero, dejaba el partido y el grupo parlamentario y engrosaba al Grupo Mixto. Con su baja, Ciudadanos pasaba de 10 a 9 diputados.

### Constitución de las Cortes Generales y órganos de dirección
El Congreso de los Diputados y el Senado quedaron constituidos a las diez de la mañana del martes 3 de diciembre de 2019. Ese mismo día también se designó a los miembros de las Mesas de ambas Cámaras. En lo que respecta al Congreso, hubo discrepancias entre los cinco principales grupos de la cámara acerca del reparto de asientos en la Mesa. El PSOE propuso a Meritxell Batet, el PP a Ana Pastor y Vox a Macarena Olona. En la primera votación, donde se requería mayoría absoluta, ninguna candidata consiguió los apoyos suficientes, ya que Meritxell Batet cosechó 167 votos, Ana Pastor, 91 votos y Macarena Olona, 52 votos, a los que se sumaron 11 votos en blanco, 28 votos nulos y una ausencia (JxCAT). Tras la segunda votación, donde se requería mayoría simple, nuevamente fue Meritxell Batet, del PSC, elegida presidenta del Congreso de los Diputados por 166 votos con el apoyo principal de su partido (PSOE), Unidas Podemos, Más País, PNV, Compromís, PRC, CCa, NCa y Teruel Existe, frente a los 140 votos de Ana Pastor, 11 votos en blanco y 29 votos nulos.
En el Senado, el PSOE propuso a la jueza María Pilar Llop y el PP al expresidente Pío García-Escudero. En la primera votación, Pilar Llop consiguió 132 votos, quedando a uno solo de la mayoría absoluta, mientras que Pío García-Escudero obtuvo 107 votos, junto con 8 votos en blanco y 15 votos nulos, de ERC y EH Bildu. Tras la segunda votación, donde se requería mayoría simple, María Pilar Llop, del PSOE, fue elegida presidenta del Senado por 130 votos frente a los 109 de Pío García-Escudero, 8 votos en blanco y 16 votos nulos.

#### Mesas de las Cortes Generales
| Titular                | Titular                      | Lista          |
| ---------------------- | ---------------------------- | -------------- |
| Presidenta             | Meritxell Batet              | PSC            |
| Vicepresidente primero | Alfonso Rodríguez            | PSOE           |
| Vicepresidenta segunda | Ana Pastor                   | PP             |
| Vicepresidenta tercera | Gloria Elizo                 | Unidas Podemos |
| Vicepresidente cuarto  | Ignacio Gil Lázaro           | Vox            |
| Secretario primero     | Gerardo Pisarello            | En Comú Podem  |
| Secretaria segunda     | Sofía Hernanz                | PSOE           |
| Secretario tercero     | Javier Sánchez               | Unidas Podemos |
| Secretario cuarto      | Adolfo Suárez Carmen Navarro | PP             |

| Cargo                  | Titular             | Lista   |
| ---------------------- | ------------------- | ------- |
| Presidente             | Ander Gil           | PSOE    |
| Vicepresidenta primera | Cristina Narbona    | PSOE    |
| Vicepresidente segundo | Pío García-Escudero | PP      |
| Secretario primero     | Francisco Fajardo   | PSOE    |
| Secretario segundo     | Imanol Landa        | EAJ-PNV |
| Secretario tercero     | Rafael Hernando     | PP      |
| Secretaria cuarta      | Cristina Ayala      | PP      |

### Formación de los grupos parlamentarios

#### Congreso de los Diputados
De acuerdo con el reglamento, los grupos parlamentarios tienen cinco días hábiles para constituirse en número no inferior a 15 o en caso de no reunir dicho mínimo podrán formarlo los diputados de una o varias formaciones políticas que hubieran obtenido un número de escaños no inferior a 5 y, al menos, el 15% de los votos correspondientes a las circunscripciones en las que hayan presentado candidatura o el 5% de votos en el conjunto del Estado.
El día 4 de diciembre, la presidenta del Congreso confirmó que se habían aprobado los grupos parlamentarios Socialista, Popular, Vox, Ciudadanos, Vasco (EAJ-PNV), Republicano y EH Bildu. Ese mismo día, Unidas Podemos registró su grupo parlamentario (Confederal de Unidas Podemos-En Comú Podem-Galicia en Común) con Irene Montero de portavoz e idéntica estructura del anterior.
Asimismo, también se comunicó que la Mesa del Congreso ampliaba el plazo de constitución de grupos hasta el día 11 de diciembre porque había sido denegada la conformación de dos grupos parlamentarios por no cumplir los requisitos. Los grupos rechazados fueron el Grupo Parlamentario España Plural, formado por partidos de ámbito regionalista y no independentista como UPN, CC-PNC, PRC y TE, y el Grupo Parlamentario Múltiple, formado por propósitos instrumentales por JxCAT, Más País, Compromís y BNG. Los casos que esgrimían para formar grupo propio eran diferentes, al igual que las justificaciones del rechazo de los letrados de la cámara. España Plural argumentaba que contaban con 5 diputados y que habían superado el 15% en sus circunscripciones, pero el equipo de letrados advirtió que UPN se había presentado en coalición con PP y Cs bajo la marca Navarra Suma y, por tanto, no había competido electoralmente con ellos, a la vez que la candidatura de CC-NCa, aunque su diputada por Tenerife había superado la barrera del 15%, no lo había hecho en Las Palmas de Gran Canaria. Por su parte, el Grupo Múltiple defendía superar el mínimo de 5 diputados y contar con el 5% del voto a nivel nacional, pero una revisión de resultados electorales indicó que no se cumplía este último requisito.
Ya que el Grupo Mixto era el más fragmentado y plural de la historia, contando con 21 diputados y 11 formaciones políticas diferentes, era necesario consensuar alternativas que cumplieran con el reglamento y que fueran funcionales en la actividad parlamentaria, ya que, de no hacerlo, cada formación contaría con 20-30 segundos de intervención. Con esta condición, los 21 diputados acordaron presentar el Grupo Plural, acogiéndose al artículo del reglamento de la constitución por ser más de 15 diputados, y dejar el Grupo Mixto con los restantes. Tras el visto bueno de los letrados de la cámara y de la Mesa del Congreso, el Grupo Plural fue constituido inicialmente con Laura Borràs de portavoz rotatoria y 16 parlamentarios: 8 de JxCAT, 2 de Más País-Equo y 6 de CC-PNC, NCa, Més Compromís, BNG, PRC y TE, que tenían un diputado cada uno. En el Grupo Mixto se quedaron los 2 diputados de la CUP, los 2 de UPN y el diputado de FORO.
Más tarde, miembros de los grupos comunicaron que el Grupo Plural era simplemente «pragmático» y «no ideológico» y que la idea consensuada era que, una vez conformado el Grupo Plural, algunos diputados abandonaran el grupo en los siguientes días para adscribirse al Grupo Mixto y así equilibrar los miembros en uno y otro lado, pero sin aclarar qué formaciones serían las que hicieran tal cambio. Finalmente, el 14 de enero, el Grupo Plural se escindió, dejando en él a los 12 diputados que solicitaron anteriormente el Grupo Múltiple: JxCAT, Más País-Equo, Compromís y BNG. El resto, se cambió al Grupo Mixto, dando lugar a un grupo de 9 parlamentarios. 
| Grupo Parlamentario | Grupo Parlamentario                                          | Componentes                                                    | Portavoz | Líder | Escaños |
| ------------------- | ------------------------------------------------------------ | -------------------------------------------------------------- | --- | --- | ------- |
|                     | Socialista                                                   | PSOE: 108 PSC: 12                                              | Patxi López (07/22-) Héctor Gómez (09/21-07/22) Adriana Lastra (12/19-09/21) | Pedro Sánchez | 120     |
|                     | Popular                                                      | PP: 88                                                         | Cuca Gamarra (08/20-) Cayetana Álvarez de Toledo (12/19-08/20) | Alberto Núñez Feijóo(04/22-) Pablo Casado (12/19-04/22)                                                                    | 88      |
|                     | Vox                                                          | Vox: 52                                                        | Iván Espinosa de los Monteros | Santiago Abascal | 52      |
|                     | Confederal de Unidas Podemos- En Comú Podem-Galicia en Común | Unidas Podemos: 24 En Comú Podem: 7 Galicia en Común: 2        | Pablo Echenique (01/20-) Irene Montero (12/19-01/20) | Yolanda Díaz (03/21-) Pablo Iglesias (12/19-03/21)                                                                         | 33      |
|                     | Republicano                                                  | ERC: 12 Sobiranistes: 1                                        | Gabriel Rufián | Gabriel Rufián | 13      |
|                     | Plural                                                       | JxCAT: 4 PDeCAT: 4 Más País-Equo: 2 Més Compromís: 1 BNG: 1    | Néstor Rego (09/20, 09/21-) Laura Borràs (01-04/20, 05/20, 07-08/20, 12/20-02/21) Íñigo Errejón (05/20, 06/20, 11/20, 05/21) Joan Baldoví (10/20) Míriam Nogueras (03-04/21, 06-08/21) | Míriam Nogueras Ferran Bel Íñigo Errejón Joan Baldoví Néstor Rego                                                          | 12      |
|                     | Ciudadanos                                                   | Ciudadanos: 9                                                  | Inés Arrimadas | Inés Arrimadas | 9       |
|                     | Vasco (EAJ-PNV)                                              | EAJ-PNV: 6                                                     | Aitor Esteban | Aitor Esteban | 6       |
|                     | Euskal Herria Bildu                                          | EH Bildu: 5                                                    | Mertxe Aizpurua | Mertxe Aizpurua | 5       |
|                     | Mixto                                                        | CUP-PR: 2 CC-PNC: 1 NC: 1 PRC: 1 TE: 1 FORO: 1 No adscritos: 4 | Ana Oramas (03/20, 12/20, 09/20-) Mireia Vehí (01/20, 10/20, 07/21) Albert Botran (02/20, 11/20, 08/21) Pedro Quevedo (04/20, 01/21) Carlos García (05/20, 02/21) Sergio Sayas (06/20, 03/21) José María Mazón (07/20, 04/21) Isidro Martínez Oblanca (08/20, 05/21) Tomás Guitarte (09/20, 06/21) | Mireia Vehí Sergio Sayas Ana Oramas Pedro Quevedo José María Mazón Tomás Guitarte Isidro Martínez Oblanca Pablo Cambronero | 11      |

#### Senado
De acuerdo con el reglamento, los grupos parlamentarios tienen cinco días hábiles para constituirse en número no inferior a 10 senadores. Dicho plazo venció el 11 de diciembre a las 8 de la tarde.
| Grupo Parlamentario | Grupo Parlamentario  | Componentes                                                            | Portavoz | Total |
|                     | Socialista           | PSOE: 109 PSC: 5                                                       | Eva Granados (07/21-) Ander Gil (12/19-07/21) | 114   |
|                     | Popular en el Senado | PP: 100                                                                | Javier Maroto | 100   |
|                     | Republicano          | ERC: 14 EH Bildu: 2                                                    | Mirella Cortès | 16    |
|                     | Vasco                | EAJ-PNV: 10                                                            | Estefanía Beltrán (09/20-) Jokin Bildarratz (12/19-09/20) | 10    |
|                     | Izquierda Confederal | Adelante Andalucía: 1 MÉS: 1 Más Madrid: 1 Compromís: 1 GBai: 1 ASG: 1 | Fabián Chinea Correa (10-12/20, actualidad-) Carles Mulet (10-12/20, 08/21-) Koldo Martínez (12/19-02/20, 06-08/21) Eduardo Fernández (02-04/20, 04-06/21) Pilar González (04-06/20, 02-04/21) Vicenç Vidal (06-08/20) Sara Vilà (08-10/20, 12/20-02/21)                                                                                     | 6     |
|                     | Nacionalista         | Junts: 5 CC-PNC: 1                                                     | Josep Lluís Cleries | 6     |
|                     | Democrático          | Ciudadanos: 3 TE (EV): 2 PRC: 1                                        | Joaquín Vicente Egea (09/21-) Lorena Roldán (12/19-01/21) Tomás Marcos Arias (01-06/21) Miguel Sánchez (06/21, 08/21) José Miguel Fernández (07/21) | 6     |
|                     | Mixto                | Vox: 3 No adscritos: 2 PAR: 1 UPN: 1                                   | José Manuel Marín (04/20, 01/21, 09/21-) José Miguel Fernández (12/19-01/20, 10/20) Jacobo González-Robatto (02/20, 11/20, 07/21) Fabián Chinea (03/20, 12/20) Joaquín Vicente Egea (05/20, 02/21) Clemente Sánchez-Garnica (06/20, 03/21, 08/21) Beatriz Martín (07/20, 04/21) Alberto Catalán (08/20, 05/21) Yolanda Merelo (09/20, 06/21) | 7     |

##### Composición por candidaturas
| Candidatura | Candidatura | Candidatura                                             | Total | Componentes            | Electos     | Electos     | Designados    | Designados    |
|             |             | Partido Socialista Obrero Español (PSOE)                | 109   | PSOE                   | 91          | 91          | 18            | 18            |
|             |             | Partido Popular (PP)                                    | 99    | PP                     | 83          | 83          | 16            | 16            |
|             |             | Esquerra Republicana de Cataluña (ERC)                  | 14    | ERC                    | 11          | 11          | 3             | 3             |
|             |             | Partido Nacionalista Vasco (EAJ-PNV)                    | 10    | EAJ-PNV                | 9           | 9           | 1             | 1             |
|             |             | Junts per Catalunya (JxCAT)                             | 5     | JxCAT                  | 3           | 3           | 2             | 2             |
|             |             | Partido de los Socialistas de Cataluña (PSC-PSOE)       | 5     | PSC                    | 2           | 2           | 3             | 3             |
|             |             | Navarra Suma (NA+)                                      | 3     | UPN PP-N Independiente | 1           | 3           | 0             | 0             |
|             |             | Ciudadanos-Partido de la Ciudadanía (Cs)                | 3     | Ciudadanos             | 0           | 0           | 3             | 3             |
|             |             | Vox                                                     | 3     | VOX                    | 2           | 2           | 1             | 1             |
|             |             | Teruel Existe (TE)                                      | 2     | TE                     | 2           | 2           | 0             | 0             |
|             |             | Euskal Herria Bildu (EH Bildu)                          | 2     | EH Bildu               | 1           | 1           | 1             | 1             |
|             |             | Adelante Andalucía (AA)                                 | 1     | Adelante               | 0           | 0           | 1             | 1             |
|             |             | Agrupación Socialista Gomera (ASG)                      | 1     | ASG                    | 1           | 1           | 0             | 0             |
|             |             | Coalición Canaria-Partido Nacionalista Canario (CC-PNC) | 1     | CC-PNC                 | 0           | 0           | 1             | 1             |
|             |             | Coalició Compromís (COMPROMÍS)                          | 1     | Compromís              | 0           | 0           | 1             | 1             |
|             |             | Geroa Bai (GBai)                                        | 1     | GBai                   | 0           | 0           | 1             | 1             |
|             |             | Más Madrid                                              | 1     | Más Madrid             | 0           | 0           | 1             | 1             |
|             |             | Més per Mallorca (MÉS)                                  | 1     | MÉS                    | 0           | 0           | 1             | 1             |
|             |             | Partido Aragonés (PAR)                                  | 1     | PAR                    | 0           | 0           | 1             | 1             |
|             |             | Partido Regionalista de Cantabria (PRC)                 | 1     | PRC                    | 0           | 0           | 1             | 1             |
|             |             | Independientes                                          | 1     | Independientes         | 0           | 0           | 1             | 1             |
| TOTAL       | TOTAL       | TOTAL                                                   | 265   | 208 electos            | 208 electos | 208 electos | 57 designados | 57 designados |

### Investidura
Inmediatamente después de las elecciones, el PSOE descartó rotundamente una gran coalición con el PP como forma de poner fin al estancamiento político. El 12 de noviembre, 48 horas tras las elecciones, el PSOE y el grupo confederal de Unidas Podemos-En Comú Podem-Galicia en Común anunciaron un acuerdo previo para un Gobierno de coalición de cuatro años. Si Pedro Sánchez lograra ser investido presidente con este pacto, sería el primer Gobierno de coalición de la etapa democrática postfranquista. Sin embargo, tras el retroceso en escaños, tal alianza necesitaría el apoyo parlamentario de otros partidos, principalmente regionalistas, nacionalistas e independentistas o el acuerdo con Ciudadanos.
Tras el anuncio del preacuerdo, y conforme a sus respectivos estatutos del partido, los socialistas (PSOE y PSC) y Unidas Podemos (Podemos, Izquierda Unida) pusieron en manos de su militancia la valoración del preacuerdo y la aprobación del Gobierno de coalición. Los cuatro partidos dieron una mayoría abrumadora a favor del acuerdo. 
| ¿Apoyas el acuerdo alcanzado entre el PSOE y Unidas Podemos para formar un Gobierno progresista de coalición? PSOE | ¿Apoyas el acuerdo alcanzado entre el PSOE y Unidas Podemos para formar un Gobierno progresista de coalición? PSOE | ¿Apoyas el acuerdo alcanzado entre el PSOE y Unidas Podemos para formar un Gobierno progresista de coalición? PSOE |
| --- | --- | --- |
| Fecha | 23 de noviembre de 2019                                                                                            | 23 de noviembre de 2019                                                                                            |
| Respuesta | Votos | % |
| Sí | 95 421 | 92,00% |
| No | 7188 | 7,00% |
| Blanco | 985 | 0,95% |
| | | |
| Votos válidos | 103 594 | 99,88% |
| Votos nulos | 124 | 0,12% |
| Votos totales | 103 718 | 100,00% |
| Participación | Participación | 63,01% |

| ¿Apoyas el acuerdo alcanzado entre el PSOE y Unidas Podemos para formar un Gobierno progresista de coalición? PSC | ¿Apoyas el acuerdo alcanzado entre el PSOE y Unidas Podemos para formar un Gobierno progresista de coalición? PSC | ¿Apoyas el acuerdo alcanzado entre el PSOE y Unidas Podemos para formar un Gobierno progresista de coalición? PSC |
| --- | --- | --- |
| Fecha | 23 de noviembre de 2019                                                                                           | 23 de noviembre de 2019                                                                                           |
| Respuesta | Votos | % |
| Sí | 6007 | 93,64% |
| No | 335 | 5,22% |
| Blanco | 70 | 1,09% |
| | | |
| Votos válidos | 6412 | 99,95% |
| Votos nulos | 3 | 0,05% |
| Votos totales | 6415 | 100,00% |
| Participación | Participación | 44,94% |

| ¿Estás de acuerdo con que participemos en un Gobierno de coalición en los términos del preacuerdo firmado por Sánchez e Iglesias? Podemos | ¿Estás de acuerdo con que participemos en un Gobierno de coalición en los términos del preacuerdo firmado por Sánchez e Iglesias? Podemos | ¿Estás de acuerdo con que participemos en un Gobierno de coalición en los términos del preacuerdo firmado por Sánchez e Iglesias? Podemos |
| --- | --- | --- |
| Fecha | 22-24 de noviembre de 2019 | 22-24 de noviembre de 2019 |
| Respuesta | Votos | % |
| Sí | 130 150 | 96,84% |
| No | 4244 | 3,16% |
| Blanco | 366 | 0,27% |
| | | |
| Votos válidos | 134 760 | 100,00% |
| Votos totales | 134 760 | 100,00% |
| Participación | Participación | 59,00% |

| En base al preacuerdo programático de 10 puntos y al último acuerdo de PGE, ¿estás de acuerdo con que miembros de IU participen en un Gobierno de coalición entre UP y el PSOE? Izquierda Unida | En base al preacuerdo programático de 10 puntos y al último acuerdo de PGE, ¿estás de acuerdo con que miembros de IU participen en un Gobierno de coalición entre UP y el PSOE? Izquierda Unida | En base al preacuerdo programático de 10 puntos y al último acuerdo de PGE, ¿estás de acuerdo con que miembros de IU participen en un Gobierno de coalición entre UP y el PSOE? Izquierda Unida |
| --- | --- | --- |
| Fecha | 22-24 de noviembre de 2019 | 22-24 de noviembre de 2019 |
| Respuesta | Votos | % |
| Sí | 10 281 | 88,07% |
| No | 1185 | 10,15% |
| Abstención | 208 | 1,78% |
| | | |
| Votos válidos | 11 674 | 100,00% |
| Votos totales | 11 674 | 100,00% |
| Participación | Participación | 31,20% |

Por su parte, los partidos independentistas de izquierdas catalán (ERC) y vasco (EH Bildu) también anunciaron sendas consultas a su militancia para posicionarse sobre la investidura de Pedro Sánchez y marcar la estrategia de los partidos frente a las negociaciones.
| ¿Estás de acuerdo con rechazar la investidura de Pedro Sánchez si previamente no hay un acuerdo para abordar el conflicto político con el Estado a través de una mesa de negociación? ERC | ¿Estás de acuerdo con rechazar la investidura de Pedro Sánchez si previamente no hay un acuerdo para abordar el conflicto político con el Estado a través de una mesa de negociación? ERC | ¿Estás de acuerdo con rechazar la investidura de Pedro Sánchez si previamente no hay un acuerdo para abordar el conflicto político con el Estado a través de una mesa de negociación? ERC |
| --- | --- | --- |
| Fecha | 25 de noviembre de 2019 | 25 de noviembre de 2019 |
| Tipo | No vinculante | No vinculante |
| Respuesta | Votos | % |
| Sí | 5634 | 94,60% |
| No | 319 | 5,40% |
| Blanco | 0 | 0,00% |
| | | |
| Votos válidos | 5953 | 100,00% |
| Votos nulos | 0 | 0,00% |
| Votos totales | 5953 | 100,00% |
| Participación | Participación | 70,03% |

| ¿Estás de acuerdo con que los cinco diputados y diputadas de EH Bildu en el Congreso español faciliten mediante la abstención activa la investidura del candidato del PSOE, Pedro Sánchez, como Presidente del Gobierno español para que conforme Gobierno con Unidas Podemos? EH Bildu | ¿Estás de acuerdo con que los cinco diputados y diputadas de EH Bildu en el Congreso español faciliten mediante la abstención activa la investidura del candidato del PSOE, Pedro Sánchez, como Presidente del Gobierno español para que conforme Gobierno con Unidas Podemos? EH Bildu | ¿Estás de acuerdo con que los cinco diputados y diputadas de EH Bildu en el Congreso español faciliten mediante la abstención activa la investidura del candidato del PSOE, Pedro Sánchez, como Presidente del Gobierno español para que conforme Gobierno con Unidas Podemos? EH Bildu |  |
| --- | --- | --- |  |
| Fecha | 2-3 de enero de 2020 | 2-3 de enero de 2020 |  |
| Tipo | Vinculante | Vinculante |  |
| Respuesta | Votos | % |  |
| Sí | 4406 | 81,40% |  |
| No | 756 | 13,90% |  |
| Blanco | 249 | 4,60% |  |
| | | |  |
| Votos válidos | 5441 | 100,00% |  |
| Votos nulos | 0 | 0,00% |  |
| Votos totales | 5441 | 100,00% |  |
| Participación | Participación | 40,10% |  |

El 10 y 11 de diciembre de 2019, tras la renovación del Congreso de los Diputados, el rey Felipe VI inició una ronda de consultas con todos los representantes designados por los partidos políticos con presencia parlamentaria, en cumplimiento de lo dispuesto en el artículo 99.1 de la Constitución. ERC, EH Bildu, BNG y CUP rechazaron la invitación.
Al término de la misma, la presidenta del Congreso de los Diputados, Meritxell Batet, anunció, a las 21:30 horas, en rueda de prensa en el Escritorio de Conferencias de Prensa de la Cámara Baja, que el rey, tras previa reunión en el Palacio de la Zarzuela, había propuesto como candidato a presidente del Gobierno a Pedro Sánchez, el líder del partido más votado y con mayor probabilidades de cosechar los apoyos necesarios.
Tras la publicación en el boletín oficial, la presidenta fijó y convocó el Pleno del Congreso de los Diputados el sábado, 4 de enero de 2020, a las 9:00 horas, para celebrar el debate de investidura de Pedro Sánchez.
- Sábado 4 de enero: comienzo de la sesión.
- Domingo 5 de enero: reanudación de la sesión y primera votación, con mayoría absoluta requerida.
- Martes 7 de enero: reanudación de la sesión y segunda votación, con mayoría simple requerida.

| Candidato     | Fecha                                                    | Voto |     |    |    |    |    |    |   |   |   |   |   |   |   |   |   |   |   |   |   |   |   | Total   |
| ------------- | -------------------------------------------------------- | ---- | --- | -- | -- | -- | -- | -- | - | - | - | - | - | - | - | - | - | - | - | - | - | - | - | ------- |
| Pedro Sánchez | 5 de enero de 2020 Mayoría requerida: Absoluta (176/350) | Sí   | 120 |    |    | 26 |    |    |   | 6 | 6 |   | 2 |   | 2 |   | 1 |   | 1 | 1 |   | 1 |   | 166/350 |
| Pedro Sánchez | 5 de enero de 2020 Mayoría requerida: Absoluta (176/350) | No   |     | 88 | 52 |    |    | 10 | 8 |   |   |   |   | 2 |   | 1 |   | 2 |   |   | 1 |   | 1 | 165/350 |
| Pedro Sánchez | 5 de enero de 2020 Mayoría requerida: Absoluta (176/350) | Abs. |     |    |    |    | 13 |    |   |   |   | 5 |   |   |   |   |   |   |   |   |   |   |   | 18/350  |
| Pedro Sánchez | 5 de enero de 2020 Mayoría requerida: Absoluta (176/350) | Aus. |     |    |    |    |    |    |   | 1 |   |   |   |   |   |   |   |   |   |   |   |   |   | 1/350   |
| Pedro Sánchez |                                                          |      |     |    |    |    |    |    |   |   |   |   |   |   |   |   |   |   |   |   |   |   |   |         |
| Pedro Sánchez | 7 de enero de 2020 Mayoría requerida: Simple             | Sí   | 120 |    |    | 26 |    |    |   | 7 | 6 |   | 2 |   | 2 |   | 1 |   | 1 | 1 |   | 1 |   | 167/350 |
| Pedro Sánchez | 7 de enero de 2020 Mayoría requerida: Simple             | No   |     | 88 | 52 |    |    | 10 | 8 |   |   |   |   | 2 |   | 1 |   | 2 |   |   | 1 |   | 1 | 165/350 |
| Pedro Sánchez | 7 de enero de 2020 Mayoría requerida: Simple             | Abs. |     |    |    |    | 13 |    |   |   |   | 5 |   |   |   |   |   |   |   |   |   |   |   | 18/350  |
| Referencias:  |                                                          |      |     |    |    |    |    |    |   |   |   |   |   |   |   |   |   |   |   |   |   |   |   |         |

### Gobierno

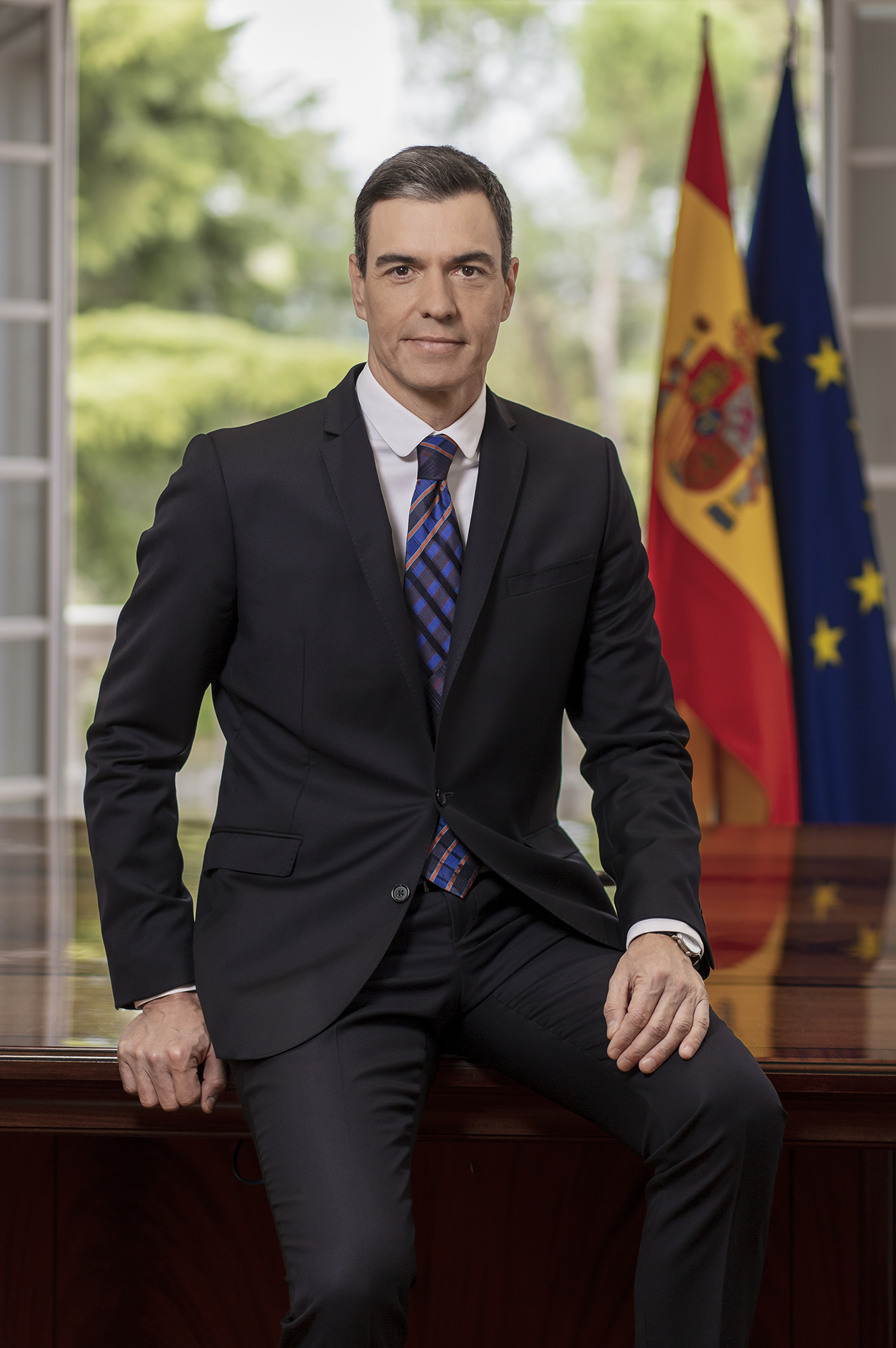

Durante la xiv legislatura, el socialista Pedro Sánchez ocupó la Jefatura del Gobierno. Se trató de un Gobierno de coalición entre el Partido Socialista Obrero Español (PSOE) de Pedro Sánchez y la coalición electoral de Unidas Podemos (UP), liderada por Pablo Iglesias hasta 2021 y, desde entonces, por Yolanda Díaz.
Los primeros ministros del Gobierno, veintidós, tomaron posesión ante el rey Felipe VI el 13 de enero de 2020, en el Palacio de la Zarzuela. Si bien se trató de una coalición estable, hubo cinco remodelaciones gubernamentales, la mayoría de ellas forzadas por el interés de algunos ministros de concurrir a comicios de ámbito autonómico y local. Cuatro de ellas ocurrieron en 2021 (enero, marzo, julio y diciembre) y otra en marzo de 2023, en la que entraron y salieron once ministros. En total, durante toda la legislatura hubo 34 ministros.

### Apertura Solemne de la Legislatura

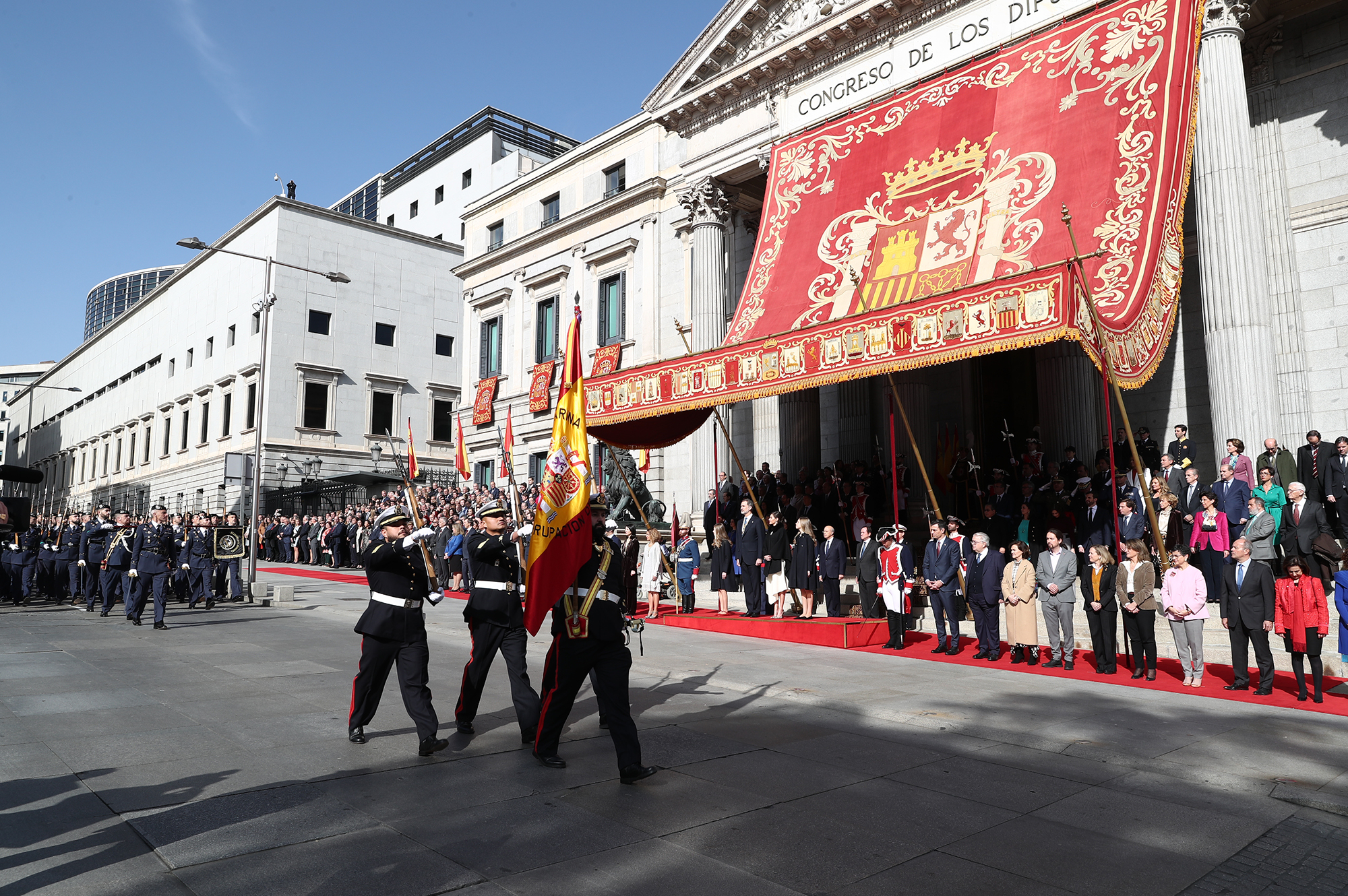
Desfile militar en la Solemne Apertura de la xiv legislatura, en presencia de los reyes y sus hijas.

La legislatura fue inaugurada solemnemente el 3 de febrero de 2020 en el Congreso de los Diputados por el rey Felipe, acompañado de la reina Letizia, la Princesa de Asturias y la infanta Sofía, que fueron respaldados por la amplia mayoría de los parlamentarios, diputados y senadores. ERC, la CUP, JxCat, EH Bildu y el BNG no acudieron a la cita en la Cámara Baja, y organizaron un acto aparte en señal de desacuerdo con la figura monárquica en España.
En su tradicional discurso frente a los legisladores, tras felicitar a todos por su elección, el monarca proclamó que «España no puede ser de unos contra otros; España debe ser de todos y para todos» y que era «hora de la palabra, del argumento y de la razón». Tras finalizar el discurso, se corearon los habitules vivas al rey, a España y a la Constitución.
Fueron las segundas Cortes que inauguró el rey Felipe desde su proclamación en 2014, puesto que la xi y xiii legislaturas no llegaron a inaugurarse al no nombrarse un jefe de Gobierno.

## La Corona
El periodo que comprende la xiv legislatura fue un periodo relativamente tranquilo para la Monarquía, en lo que a la institución se refiere.
Sin embargo, no estuvo exenta de polémicas, siendo la principal fuente de ellas el rey Juan Carlos.
El fondo soberano de la Saudi Arabian General Investment Authority, inicialmente bautizado Fondo Hispano-Saudí de Infraestructuras (SSIF, por sus siglas en inglés), se gestó durante la visita oficial de Juan Carlos a Arabia Saudí en abril de 2006 y quedó sellada dos meses después, cuando el monarca saudí devolvió la visita a España. Ideado en principio como un consorcio de empresas hispano-saudí, fue presentado en el Palacio de El Pardo en junio de 2007, aunque para entonces ya se había fijado su sede social en la isla de Guernsey, un paraíso fiscal ubicado en el canal de la Mancha. La invitación a los inversores españoles se había tramitado directamente desde el Palacio de la Zarzuela. El proyecto consistía en crear un fondo de inversión de 1000 millones de dólares «para el desarrollo de inversiones en infraestructuras de energía (en particular de energías renovables), transporte y telecomunicaciones», y como intermediaria de operaciones figuraba, entre otros consultores, Corinna Larsen.
En julio de 2018 los medios digitales OkDiario y El Español hicieron públicas las grabaciones de un encuentro que había tenido lugar tres años antes en Londres entre Corinna zu Sayn-Wittgenstein, el comisario José Manuel Villarejo y el expresidente de Telefónica Juan Villalonga, amigo común de ambos. En esos audios, Corinna acusa a Juan Carlos I de cobrar comisiones, que ascenderían a 100 millones de euros, por la adjudicación de las obras de construcción de la línea de tren de alta velocidad La Meca-Medina, así como de ocultar en Suiza su supuesta fortuna sirviéndose de testaferros y de sociedades pantalla.
El 3 de marzo de 2020 el diario ginebrino Tribune de Genève (TdG) desveló que, a raíz de la difusión de las grabaciones del comisario Villarejo a Corinna Larsen en Londres en 2015 (caso de las cintas de Corinna), el fiscal jefe (premier procureur) del cantón de Ginebra, Yves Bertossa, estaba llevando a cabo una investigación penal secreta por un posible delito de blanqueo de capitales agravado: la causa judicial P14783/2018, también conocida por la prensa transalpina como «los papeles secretos de Ginebra». Se trataba de averiguar una supuesta donación de 100 millones de dólares del entonces rey de Arabia Saudí, Abdalá Bin Abdelaziz, que había sido ingresada el 8 de agosto de 2008 en una cuenta de una sucursal bancaria panameña del banco privado ginebrino Mirabaud. La cuenta había sido abierta el día anterior por el gestor de fondos helvético Arturo Fasana a nombre de una entidad instrumental llamada Fundación Lucum, radicada también en Panamá. El beneficiario era el entonces rey de España, Juan Carlos I.
El fiscal suizo sospechaba que había una relación entre el «obsequio» del monarca saudí y la adjudicación de las obras del «AVE» a La Meca. Una de las hipótesis que se barajaban era que el importe fuera un porcentaje que el rey saudí hubiera «reservado» al monarca y la comisionista Larsen a cambio de convencer al consorcio de que redujera sustancialmente su propuesta. Como este finalmente accedió a la rebaja, la pareja recibió su comisión por parte de los saudíes. En palabras del periodista de El País José María Irujo en el documental «El virus de la corona»,

supuestamente, las empresas españolas que consiguieron la obra hicieron una rebaja del 30 % en su plica final. Ese pool de 12 empresas españolas liderado por Renfe, Adif, OHL... consiguieron el contrato del siglo. Se habían presentado empresas de todo el mundo: chinas, francesas, alemanas...; llegan los franceses y los españoles a la final y, en la plica definitiva, gana el pool español.

En julio de 2021, El Confidencial reveló que Bertossa había descubierto otra cuenta relacionada con Juan Carlos, esta vez gestionada a través de la sociedad panameña Lactuva SA. Este bufete, «especializado en montar redes opacas», habría recibido tres transferencias desde Zagatka, cuyo titular nominal era Álvaro de Orleáns, ordenadas directamente por el exjefe del Estado para supuestamente «ayudar económicamente a su familiar».
En contraste con las instituciones helvéticas de justicia, la Fiscalía Anticorrupción española apenas avanzó en sus pesquisas, que enseguida entraron en punto muerto; el MinisterIo Público aducía que nunca podrían contar con la colaboración de Arabia Saudí para acceder a los pliegos de la adjudicación del contrato del AVE. Y tampoco la Agencia Estatal de Administración Tributaria (AEAT). Según cálculos del Sindicato de Técnicos del Ministerio de Hacienda (Gestha), el beneficiario, en virtud de la legislación vigente en la Comunidad de Madrid y considerando su propia situación patrimonial, habría debido abonar cerca de 52 millones de euros (el 80 %) en concepto de impuestos.
Las investigaciones de Bertossa se encaminaron en primer lugar hacia los presuntos intermediarios utilizados para la gestión y disponibilidad del dinero. Además de la propia Corinna, en esas maniobras estaban implicados:
- Arturo Fasana: gestor de grandes fortunas a través de su bufete de consultoría financiera Rhône Gestion. Estuvo encausado en el caso Gürtel como encargado de sacar de España el dinero del empresario español Francisco Correa,[81] cabecilla de la trama Gürtel. También aparecía en los papeles de Panamá como asesor de Jordi Pujol.[82]
- Dante Canonica: abogado, con domicilio fiscal en Mónaco. Socio fundador de la firma Canonica Valticos de Preux, que asesora a clientes como Mohamed Al-Fayed, Alicia Koplowitz o los Albertos (Alberto Cortina y Alberto Alcocer), asumió el encargo de Juan Carlos de crear la estructura financiera opaca que se encargaría de recibir la donación. También tuvo que declarar ante la Audiencia Nacional española por el caso Gürtel.[83]
- Álvaro de Orleans y Borbón: primo lejano de Juan Carlos de Borbón y residente en Mónaco. En 2003, tras cobrar 50 millones de francos suizos por actuar de intermediario en la venta del Banco Zaragozano al Barclays Bank londinense,[84] constituyó la fundación Zagatka. Apareció en los papeles de Panamá como director de un entramado de sociedades opacas radicadas en paraísos fiscales para realizar operaciones inmobiliarias en la costa gaditana.

Fue constituida el 31 de julio de 2008 por el gestor Arturo Fasana, que abrió una cuenta bancaria, con el número 505523, en una sucursal panameña de la banca Mirabaud vinculada a esta sociedad. Como presidente figuraba el propio Fasana, y como secretario y asesor jurídico, Dante Canonica. Sin embargo, según los estatutos internos firmados por estos y rubricados por Juan Carlos, los verdaderos beneficiarios económicos eran el propio rey y, en caso de fallecimiento de este, su hijo Felipe. Una semana después se registró el ingreso de la donación sospechosa. 
Cuatro años más tarde, los ejecutivos de Mirabaud, ante las posibles repercusiones negativas para la reputación de su entidad, sobre todo tras el accidente de Botsuana, pidieron a Fasana y Canonica que la fundación rescatara los fondos y se desvinculara del banco. El rey, que tampoco «se sentía cómodo» con la colaboración creciente de la banca suiza con las autoridades supervisoras de la Unión Europea, comenzó entonces a vaciar la cuenta. Entre sus movimientos «menores» quedó registrado el de un millón de euros otorgado a una amante ginebrina y dos millones a su examante y amiga Marta Gayá. Sin embargo, la mayor parte, 65 millones de euros, fue a parar a una cuenta de la Solare Investors Corporation (detrás de la cual estaba Larsen), en el banco Gonet y Cie, en Nasáu (Bahamas). Irujo, en el documental citado «El virus de la corona», afirma que a su vez 39 de esos millones fueron traspasados a un banco de Estados Unidos.
Zagatka fue fundada en 2003 en la capital de Liechtenstein, Vaduz, por Álvaro de Orleans, primo del rey. El 28 de julio de 2009, Arturo Fasana, en representación de esta sociedad, abrió en una sucursal ginebrina de la banca Credit Suisse la cuenta bancaria numerada 0251-798208-9, con Álvaro de Orleans como beneficiario «efectivo» o «indirecto». Según The Telegraph, entre las condiciones de contratación se hizo constar una disponibilidad de hasta 150.000 euros cada dos meses «para necesidades personales y facturas». De esta manera, cualquier persona con una tarjeta de crédito vinculada a la cuenta podía sacar dinero en metálico de un cajero o endosar los gastos de su actividad social sin dejar rastro. 
El 3 de noviembre de 2020, el diario digital elDiario.es desveló que la Fiscalía Anticorrupción española estaba rastreando los movimientos financieros de varias tarjetas de crédito no nominales (black) que habían estado usando varios miembros de la familia real, entre ellos el rey Juan Carlos. Los movimientos sospechosos correspondían a los años 2016-2018, por lo que, en caso de ser punibles, no estarían amparados por la inviolabilidad constitucional que había protegido al monarca hasta 2014. Dado que el volumen que había circulado por este canal opaco superaba en al menos tres ejercicios los 250 000 euros anuales, el presunto fraude por transferencias no declaradas a la Hacienda pública pasaría a considerarse delito fiscal, castigado en España con hasta cinco años de prisión.
Además de Juan Carlos, usaron esas tarjetas la reina Sofía, las infantas Elena y Cristina y los hijos de Elena. Entre los gastos cargados aparecían viajes, comidas y alojamientos en hoteles de lujo. Sofía pagaba así sus viajes a Londres, su residencia habitual. Por su parte, las hermanas y los sobrinos de Felipe VI habrían cargado numerosos recibos por trayectos en taxi, compras en centros comerciales y clases de piano. Asimismo, la infanta Elena compró con cargo a esos fondos una yegua de competición para su hija, Victoria Federica. Sobre la operación de compra del animal, bautizado con el nombre de Dibelunga, y los elevados gastos que acarreaba su cuidado, se abrió una investigación por posible delito de blanqueo de capitales.
Además de la investigación sobre las comisiones por la construcción del AVE a La Meca y de las diligencias abiertas por el origen real de los fondos de las tarjetas Royal Black, en noviembre de 2020 la Sala Segunda del Tribunal Supremo abrió una tercera línea de investigación sobre fondos irregulares del rey. El Servicio Ejecutivo de la Comisión de Prevención del Blanqueo de Capitales e Infracciones Monetarias (Sepblac) había descubierto una nueva fortuna oculta en la isla de Jersey, considerada paraíso fiscal. Se trataba de un fideicomiso por valor de unos diez millones de euros que había sido registrado por el administrador privado y amigo del rey Manuel Prado y Colón de Carvajal.

### Cambios en la Casa Real
En abril de 2022, el Consejo de Ministros aprobó un Real Decreto elaborado entre el Gobierno y la Casa Real que modificaba el funcionamiento de esta última. Así, entre las novedades para potenciar la transparencia estaban el sometimiento pleno de la Casa del Rey a la Ley de Transparencia de 2013 y a la Ley del Alto Cargo de 2015. Esto implicaba, por una parte, un mayor control de la fiscalidad de la Corona, pues el Tribunal de Cuentas podrá fiscalizar sus cuentas. Por otra, la revelación del patrimonio del jefe del Estado y de los altos cargos de la Casa, tal y como exige la ley que regula el ejercicio del alto cargo.
Unos días antes de la aprobación de este decreto, el 25 de abril de 2022, la Casa Real hizo público que el patrimonio del rey Felipe VI alcanzaba los 2 573 392 euros. Según aclaró la Casa, el rey no poseía propiedades inmobiliarias ni ningún fondo en el extranjero, y el grueso de su patrimonio se encontraba en cuentas corrientes, objetos de arte y joyas. Asimismo, informó que el patrimonio del rey estaba «principalmente constituido» por las retribuciones percibidas desde 1998, cuando recibió su primera asignación. De esta forma, esas retribuciones alcanzaron los casi 4,3 millones de euros, a los que habría que desquitar impuestos y retenciones.

### Princesa heredera

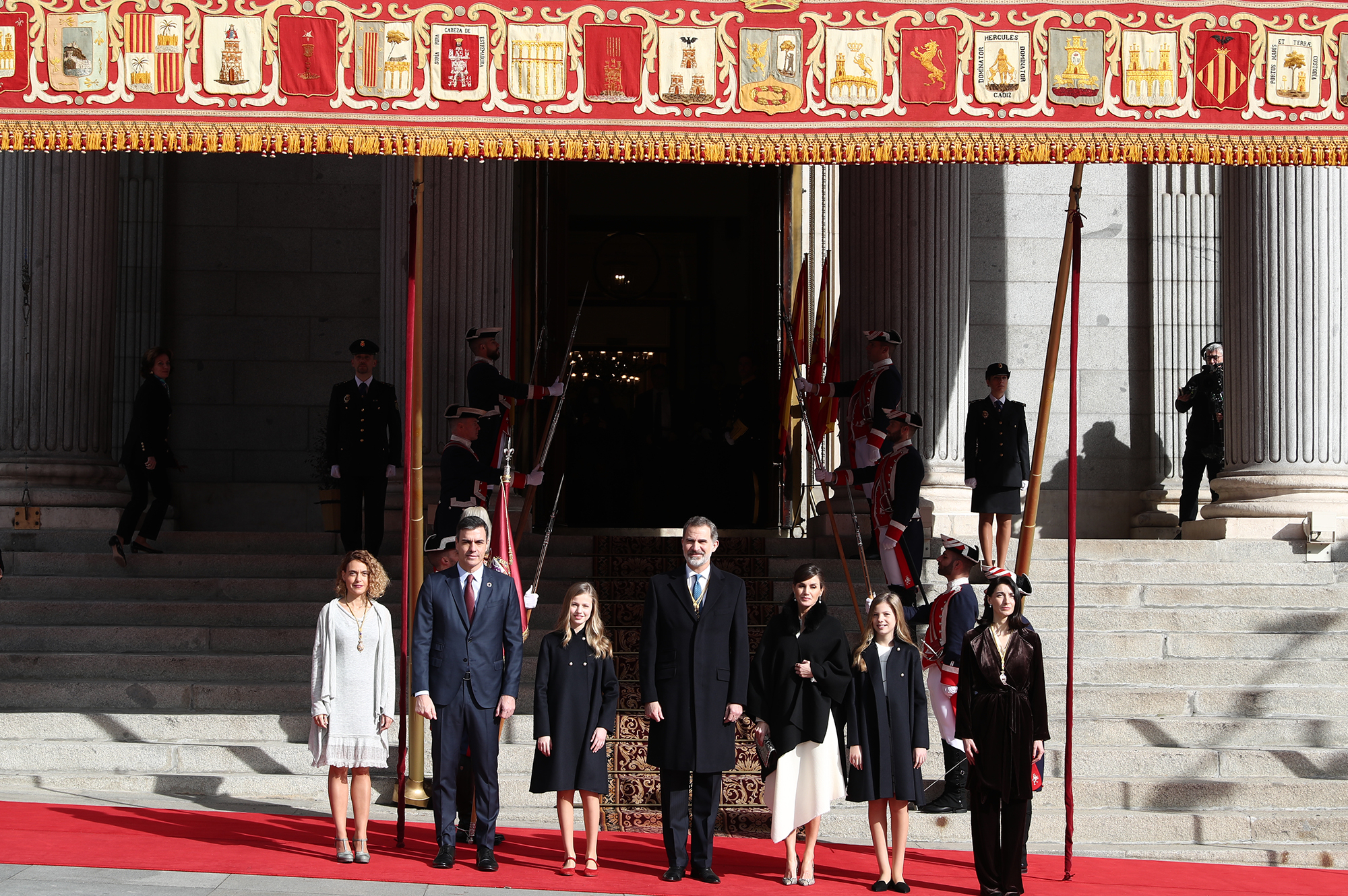
La Familia Real, junto al presidente del Gobierno y las presidentas del Congreso y del Senado en la apertura solemne de la legislatura. 2020.

Los años que abarca esta legislatura fueron años relevantes para la heredera de la Corona, la princesa de Asturias, Leonor de Borbón. En este periodo, además de ampliar su formación académica con estudios en el extranjero una vez finalizada la Educación Secundaria Obligatoria (ESO), llevó a cabo sus primeros actos como heredera, algunos de ellos en solitario. En el ámbito nacional, el 31 de agosto de 2018, a la edad de 13 años, realizó su primera intervención pública, consistente en leer el primer artículo de la Constitución, aunque su primer discurso como tal lo llevó a cabo un año después, el 18 de octubre de 2019, en la entrega de los Premios Princesa de Asturias. Realizó el discurso en español, con algunas frases en inglés. El 24 de marzo de 2021 acudió a la sede del Instituto Cervantes, sin la compañía de sus padres o hermana, en el que sería su primer acto en solitario. Allí depositó el ejemplar de la Constitución que leyó en público en 2018.
El 16 de julio de 2022 realizó su primer acto internacional. Lo hizo sin la presencia de sus padres, aunque estuvo acompañada de su hermana menor, la Infanta Sofía. Juntas acudieron al partido de la selección femenina de fútbol, que se jugaba el pase a los cuartos de la Eurocopa frente a Dinamarca.

#### Formación militar
El 14 de marzo de 2023 el Consejo de Ministros aprobó un real decreto, a iniciativa de la Casa Real, que regulaba la formación militar de la princesa heredera. Esta formación, que tendrá una duración de tres años, se iniciará a finales del verano de 2023 en la Academia General Militar, para continuar un segundo año en la Escuela Naval Militar y concluirá en la Academia General del Aire en 2026.

## Política

### Partidos políticos y elecciones
El 8 de marzo de 2020 el partido político Ciudadanos realizó primarias internas para elegir un sucesor de Albert Rivera, quien dejó la presidencia del partido tras el debacle electoral en las elecciones generales de noviembre de 2019. Inés Arrimadas fue elegida la primera presidenta de la formación, derrotando al vicepresidente de Castilla y León, Francisco Igea.
En el ámbito electoral, en 2020 se celebraron elecciones autonómicas en dos comunidades autónomas: Galicia y País Vasco. Ambas elecciones, previstas para el 5 de abril, fueron pospuestas finalmente al 12 de julio debido a la pandemia de coronavirus. En Galicia, el Partido Popular liderado por Alberto Núñez Feijóo ganó las elecciones con su cuarta mayoría absoluta consecutiva y Podemos y sus confluencias perdieron toda su representación, pérdida que fue capitalizada por el BNG. En el País Vasco, el PNV liderado por el lehendakari Iñigo Urkullu ganó las elecciones con mayoría simple y renovó su pacto de Gobierno con el PSE-EE. Vox entró por primera vez en el Parlamento vasco con 1 diputado.
Respecto a 2021, en febrero se llevaron a cabo elecciones autonómicas en Cataluña. El PSC liderado por Salvador Illa se hizo con la victoria electoral tras conseguir 33 escaños y 50 000 votos más que ERC, que también obtuvo 33 escaños. Pese a ello, el por entonces presidente en funciones de la Generalidad, Pere Aragonés, fue investido con los apoyos de Junts y la CUP. 
El 10 de marzo de 2021, tanto el PSOE como Ciudadanos anunciaron un acuerdo por el que llevarían a cabo dos mociones de censura contra los gobiernos del Partido Popular en la Región de Murcia y su capital, ambos encabezados por una coalición del PP con Ciudadanos. Esto provocó que la presidenta Ayuso rompiera inmediatamente su alianza con la formación naranja en la Comunidad de Madrid y convocara unas elecciones autonómicas anticipadas para el 4 de mayo de 2021, alegando que la rama de Cs en la Comunidad podría hacer lo mismo. El resultado electoral arrojó la mejor cifra histórica en votos para el Partido Popular de Madrid, mientras que por primera vez un partido político diferente al PP o al PSOE —Más Madrid— lideraría la oposición en la Asamblea de Madrid. Isabel Díaz Ayuso volvió a ser investida como presidenta de la Comunidad de Madrid con el apoyo de Vox. En cuanto a las mociones en Murcia, la presentada a nivel autonómico fracasó debido a una fractura del partido Ciudadanos, mientras que el socialista José Antonio Serrano Martínez se convirtió en el nuevo regidor de la capital murciana.
El 20 de diciembre de 2021, el presidente de la Junta de Castilla y León, Alfonso Fernández Mañueco, llamó a los ciudadanos a elecciones autonómicas el 13 de febrero de 2022 tras cesar a los consejeros de Ciudadanos de su Gobierno. El Partido Popular ganó las elecciones, pero lejos de la mayoría absoluta que pretendía. Ciudadanos, socio del PP en el anterior Gobierno autonómico, perdió casi toda su representación, quedándose con un único escaño. Esto fue capitalizado principalmente por Vox, que pasó de uno a trece escaños.
Apenas unos días después de las elecciones en Castilla y León, estalló la polémica al revelar diversos medios que la cúpula nacional del Partido Popular podría haber espiado a la presidenta de la Comunidad de Madrid, Isabel Díaz Ayuso, en relación con unos contratos entre la administración madrileña y el hermano de la presidenta. Tras estas informaciones, se sucedieron acusaciones cruzadas entre Pablo Casado y el secretario general del partido, Teodoro García Egea, y la propia presidenta madrileña, que desembocó en una crisis interna que se resolvió en un Congreso Extraordinario que reemplazó a Casado por Alberto Núñez Feijóo como líder.
En abril de 2022, el presidente de la Junta de Andalucía, Juan Manuel Moreno, anunció la convocatoria de elecciones anticipadas para el 19 de junio de 2022. El principal partido del Gobierno autonómico, el Partido Popular, obtuvo su primera mayoría absoluta en la región. En cuanto al resto de formaciones políticas, únicamente Vox mejoró ligeramente sus resultados, mientras que Ciudadanos continuó su tendencia descendente al no obtener ningún escaño y la izquierda política también retrocedió de forma considerable.
El 28 de mayo de 2023 se celebraron elecciones municipales en los 8 131 municipios así como elecciones autonómicas en doce comunidades autónomas. El resultado de las elecciones supuso la incontestable victoria del Partido Popular, que concentró el grueso del voto que antes tenía Ciudadanos, que desapareció en prácticamente todas las administraciones. Asimismo, Vox multiplicó sus resultados, lo que le permitió colocarse como tercera fuerza política y ser clave en muchos gobiernos autonómicos y locales. En cuanto al PSOE, si bien aguantó el golpe perdiendo apenas 400 000 votos desde las municipales de 2019, sus socios de gobierno perdieron el apoyo popular, lo que causó la pérdida de la mayoría de gobiernos autonómicos así como importantes capitales de provincia. En este descalabro en la izquierda destacó Podemos que, al igual que Ciudadanos, perdió casi toda su representación institucional. En cuanto a los partidos de ámbito regional, el gran ganador fue EH Bildu, que aumentó su poder en las comunidades de Euskadi y Navarra en detrimento del Partido Nacionalista Vasco y Geroa Bai, respectivamente. En Cantabria el PRC perdió seis escaños y la mitad del voto popular y en la Comunidad Valenciana Compromís también perdió apoyos, lo que supuso el fin del Acuerdo del Botánico y la pérdida de la capital valenciana.

### Mociones de censura
Durante esta legislatura, se llevaron a cabo dos mociones de censura contra el presidente del Gobierno, Pedro Sánchez. Ambas fueron impulsadas por el grupo parlamentario de Vox, y ambas resultaron rechazadas.

#### Primera moción de censura
El 29 de septiembre de 2020, Vox registró una moción de censura contra el presidente Sánchez con Santiago Abascal como candidato. La moción, que fue debatida y votada los días 21 y 22 de octubre, fue rechazada con 298 votos en contra y 52 votos a favor. Fue la quinta moción de censura de la democracia, la cuarta en fracasar y la moción que menos apoyos reunió de la democracia.
| Candidato        | Fecha                                                      | Voto |     |    |    |    |    |    |   |   |   |   |   |   |   |   |   |   |   |   |   |   |   | Total   |
| ---------------- | ---------------------------------------------------------- | ---- | --- | -- | -- | -- | -- | -- | - | - | - | - | - | - | - | - | - | - | - | - | - | - | - | ------- |
| Santiago Abascal | 22 de octubre de 2020 Mayoría absoluta requerida (176/350) | Sí   |     |    | 52 |    |    |    |   |   |   |   |   |   |   |   |   |   |   |   |   |   |   | 52/350  |
| Santiago Abascal | 22 de octubre de 2020 Mayoría absoluta requerida (176/350) | No   | 120 | 88 |    | 26 | 13 | 10 | 8 | 7 | 6 | 5 | 2 | 2 | 2 | 2 | 1 | 1 | 1 | 1 | 1 | 1 | 1 | 298/350 |
| Santiago Abascal | 22 de octubre de 2020 Mayoría absoluta requerida (176/350) | Abs. |     |    |    |    |    |    |   |   |   |   |   |   |   |   |   |   |   |   |   |   |   | 0/350   |

#### Segunda moción de censura
El 9 de diciembre de 2022, Santiago Abascal anunció que Vox presentaría una segunda moción de censura contra el presidente del Gobierno, y que sería encabezada por un candidato neutral. Finalmente, el 22 de febrero de 2023 se anunció que el economista y exdirigente del PCE y CDS, Ramón Tamames, encabezaría dicha moción. El 27 de febrero, Vox registró la moción en la Cámara Baja.
Días antes de la celebración de la moción de censura se filtró un borrador del discurso del candidato a la presidencia del Gobierno. Este hecho fue confirmado por el propio Tamames, que aseguró que estaba preparando varias versiones y esta correspondía con una más anticuada, aunque no sufriría alteraciones significativas. La moción fue debatida y votada los días 21 y 22 de marzo, y resultó rechazada por 201 votos en contra, 53 a favor y 91 abstenciones. Fue la sexta moción de censura de la democracia y la quinta en fracasar.
| Candidato                                     | Fecha                                                    | Voto |     |    |    |    |    |   |   |   |   |   |   |   |   |   |   |   |   |   |   |   | No ads. | Total   |
| --------------------------------------------- | -------------------------------------------------------- | ---- | --- | -- | -- | -- | -- | - | - | - | - | - | - | - | - | - | - | - | - | - | - | - | ------- | ------- |
| Ramón Tamames Independiente (a propuesta de ) | 22 de marzo de 2023 Mayoría absoluta requerida (175/349) | Sí   |     |    | 52 |    |    |   |   |   |   |   |   |   |   |   |   |   |   |   |   |   | 1       | 53/349  |
| Ramón Tamames Independiente (a propuesta de ) | 22 de marzo de 2023 Mayoría absoluta requerida (175/349) | No   | 120 |    |    | 21 | 13 | 9 | 8 | 7 | 6 | 4 | 2 | 2 | 2 | 1 | 1 | 1 | 1 | 1 | 1 |   | 1       | 201/349 |
| Ramón Tamames Independiente (a propuesta de ) | 22 de marzo de 2023 Mayoría absoluta requerida (175/349) | Abs. |     | 88 |    |    |    |   |   |   |   |   |   |   |   |   |   |   |   |   |   | 1 | 2       | 91/349  |
| Ramón Tamames Independiente (a propuesta de ) | 22 de marzo de 2023 Mayoría absoluta requerida (175/349) | Aus. |     |    |    | 3  |    |   |   |   |   | 1 |   |   |   |   |   |   |   |   |   |   |         | 4/349   |

### Renovación de órganos constitucionales
Al igual que ocurría con el bloqueo a la renovación de la Corporación de Radio y Televisión Española (RTVE), diversos óranos constitucionales se encontraban o bien caducados o bien a punto de expirar sus mandatos. Entre ellos, destacaban el Consejo General del Poder Judicial (CGPJ), parte de los magistrados del Tribunal Constitucional o el Tribunal de Cuentas, entre otros. Finalmente, en octubre de 2021 los dos partidos mayoritarios en las Cortes —PSOE y PP— alcanzaron un acuerdo para renovar todos salvo el CGPJ, ya que el Partido Popular exigía una reforma de la Ley Orgánica del Poder Judicial para dar mayor protagonismo a los propios jueces en la elección de sus órganos de gobierno, algo que rechazaba el Gobierno de coalición. El acuerdo se materializó en el Pleno del Congreso de los Diputados del 11 de noviembre de 2021, ya que todos los candidatos alcanzaron la mayoría necesaria de tres quintos de la cámara.

#### Tribunal Constitucional
En lo que respecta al Tribunal Constitucional, era necesaria la renovación de cuatro magistrados cuyos mandatos habían finalizado en 2019. Así, tanto PSOE y PP, apoyados por Unidas Podemos, consensuaron cuatro nombres:
A propuesta del PSOE:
- Inmaculada Montalbán Huertas, magistrada y presidenta de la Sección Tercera de la Sala de lo Contencioso Administrativo del Tribunal Superior de Justicia de Andalucía, Ceuta y Melilla (TSJA)

- Juan Ramón Sáez Valcárcel, magistrado de la Audiencia Nacional.

A propuesta del PP:
- Enrique Arnaldo, catedrático de la URJC, letrado de las Cortes y expresidente del Tribunal Administrativo del Deporte (TAS).
- Concepción Espejel Jorquera, magistrada y presidenta de la Sala de lo Penal de la Audiencia Nacional.

Especial polémica suscitó el catedrático Enrique Arnaldo. Propuesto por el Partido Popular, desde que se hizo pública su nominación como magistrado del Tribunal Constitucional la prensa comenzó a publicar ciertas informaciones que podrían suponer un perjuicio para la credibilidad de la institución a la que iba a representar. Arnaldo ha estado implicado en diversas tramas de corrupción (llegando a ser imputado en una de ellas, aunque posteriormente absuelto) relacionadas con el Partido Popular como el caso Lezo o el caso Palma Arena. También tuvo una fuerte relación con la Fundación FAES —ligada al PP— y a través de su bufete privado realizó cientos de servicios profesionales durante años con las administraciones, principalmente las encabezadas por el partido que lo propuso. Asimismo, también incumplió el Estatuto del Congreso de los Diputados al cobrar al mismo tiempo como asesor del Gobierno popular de Jaume Matas. Este tipo de revelaciones supuso malestar dentro de las filas de los partidos de izquierda que formaban parte del pacto de renovación, llegando algunos diputados como Odón Elorza a romper la disciplina de voto y votar en contra del candidato.
El 27 de diciembre de 2022, con tres meses de retraso, el Pleno del Consejo General del Poder Judicial propuso al rey el nombramiento de los magistrados del Tribunal Supremo, César Tolosa Tribiño y María Luisa Segoviano Astaburuaga, como nuevos magistrados del Tribunal Constitucional. Tras estas nominaciones y los dos candidatos propuestos por el Gobierno —el magistrado Juan Carlos Campo y la catedrática Laura Díez Bueso—, se completaría la renovación de dicho tribunal. Los nuevos magistrados tomaron posesión ante el rey el 31 de diciembre de 2022.

#### Tribunal de Cuentas
Otra alta institución del Estado que necesitaba renovación era el Tribunal de Cuentas. Los partidos mayoritarios consensuaron los siguientes nombres:
- Enriqueta Chicano Jávega, consejera del Tribunal de Cuentas.
- Dolores Genaro Moya, consejera del Tribunal de Cuentas.
- Isabel Fernández Torres, profesora de Derecho Mercantil en la Universidad Complutense de Madrid (UCM).
- Elena Hernáez Salguero, expresidenta del Tribunal Económico-Administrativo de Madrid.
- Diego Íñiguez Hernández, magistrado del Tribunal Contencioso-Administrativo.
- Rebeca Laliga, subdirectora general del Notariado y de los Registros del Ministerio de Justicia.
- José Manuel Otero Lastres, catedrático de Derecho Mercantil en la Universidad de Alcalá.
- Joan Mauri Majós, profesor de Derecho Administrativo en la Universidad de Barcelona.
- Javier Morillas, catedrático de Economía Aplicada.
- Luis Antonio Ortiz de Mendivil Zorrilla, abogado del Colegio de Vizcaya.
- María Luz Rodríguez Rodríguez, gerente tributaria de la Diputación de Barcelona.
- Miguel Ángel Torres Morato, fiscal jefe del Tribunal de Cuentas.

#### Defensor del Pueblo
Al frente de la principal institución del Estado responsable por velar por el cumplimiento de los derechos de los ciudadanos se consensuó al socialista Ángel Gabilondo y como adjunta primera a éste a la popular Teresa Jiménez-Becerril.

#### Agencia Española de Protección de Datos
En cuanto a la Agencia Española de Protección de Datos (AEPD), el acuerdo constó del nombramiento de la catedrática de Derecho del Trabajo en la Universidad de Valencia, Belén Cardona Rubert, como directora de la Agencia y a Borja Adsuara Varela, abogado y consultor en derecho digital, como directo adjunto. Sin embargo, en mayo de 2022 el Tribunal Supremo suspendió el Acuerdo del Consejo de Ministros al considerar que el pacto entre los principales partidos políticos era incompatible con un proceso público y transparente con más candidatos que debe seguirse para nombrar a los principales responsables del organismo.

### Memoria democrática

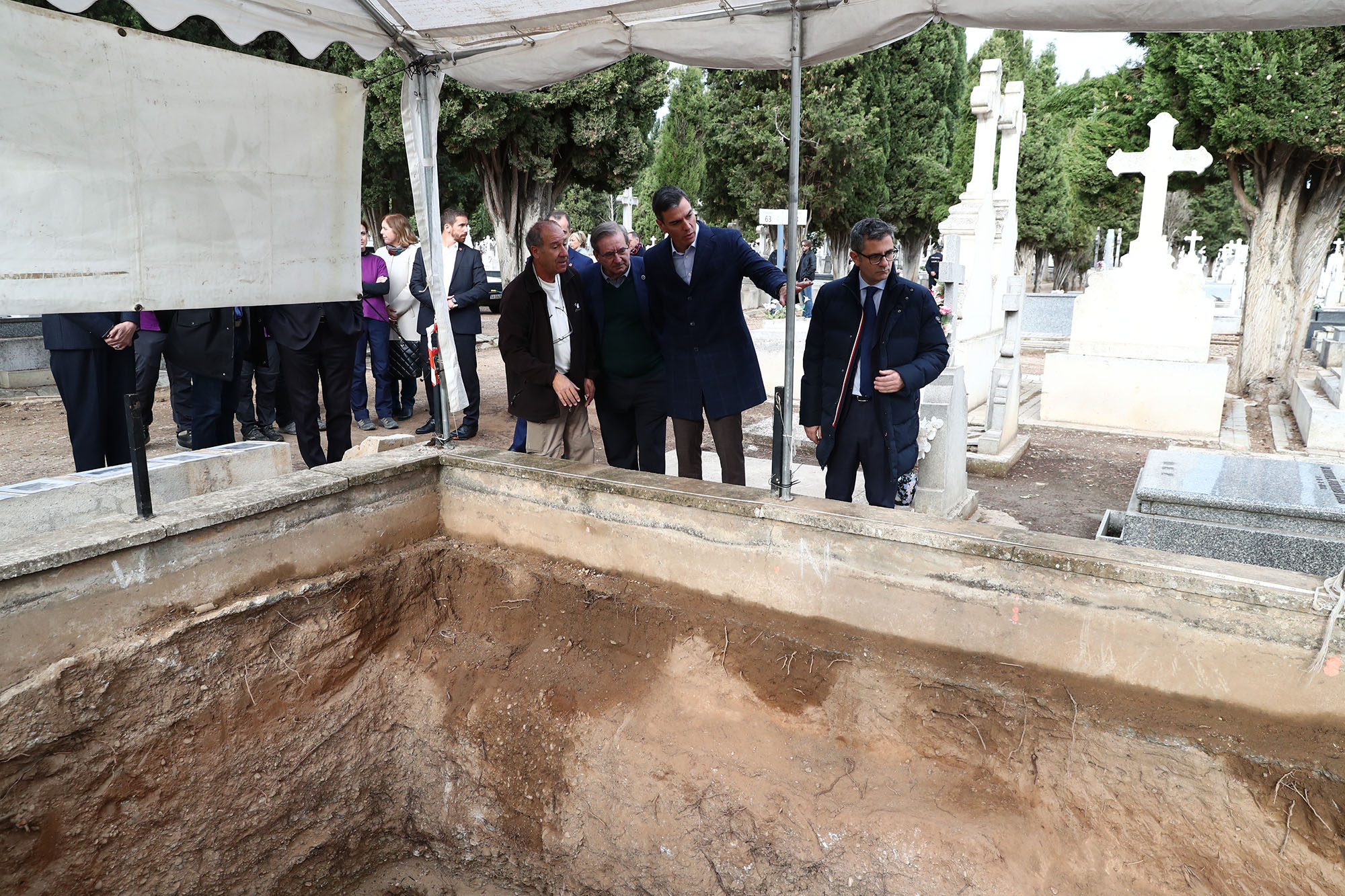
El presidente del Gobierno, Pedro Sánchez, el ministro de la Presidencia, Félix Bolaños, y el secretario de Estado de Memoria Democrática, Fernando Martínez López, visitan una fosa común en el Cementerio de El Carmen de Valladolid.

En 2022 se concluyeron los trabajos para aprobar una Ley de Memoria Democrática que sustituyera a la Ley de Memoria Histórica de 2007. La norma fue aprobada por las Cortes Generales por mayoría absoluta del Partido Socialista, Unidas Podemos, PNV, EH Bildu, Más País, Compromís y PDeCAT. En contra votaron el Partido Popular, Vox, Ciudadanos, Junts per Catalunya y la CUP. Asimismo, ERC y BNG se abstuvieron.
Entre las novedades del texto, este suprimía aquellos títulos nobiliarios otorgados por el dictador Francisco Franco mientras estuvo en el cargo y tuvieran como finalidad recompensar a personalidades afines (no se suprimieron aquellos destinados a reconocer a personalidades relevantes en sus campos de acción o conocimiento), así como algunos otorgados por el rey Juan Carlos I al inicio de su reinado. Asimismo, la ley declaraba ilegales, ilegítimas y, por lo tanto, nulas, las decisiones de los tribunales y jurados durante la Dictadura; reforzaba el sistema de búsqueda, identificación y exhumación de las víctimas, creaba una base de datos de ADN y designaba nuevos lugares para la memoria democrática.

## Política exterior

### Inmigración
En junio de 2018, Italia y Malta denegaron la entrada del buque Aquarius en sus puertos, dejándolo a la deriva en el Mediterráneo con 629 inmigrantes a bordo. Ante tal situación, el Gobierno de Sánchez ofreció el puerto de Valencia como puerto seguro para que desembarcase y así evitar una catástrofe humanitaria. El 30 de junio de 2018, el Gobierno aceptó otro buque, en este caso de la ONG española Open Arms, con 59 inmigrantes a bordo tras haber vuelto a ser rechazados por los gobiernos maltés e italiano. Lo mismo ocurrió dos semanas más tarde. A principios de agosto, el Gobierno volvió a aceptar al Open Arms con 87 inmigrantes a bordo, esta vez en el puerto de Algeciras.
Ante esta situación, España se ha convertido, por primera vez, en la principal entrada de inmigración procedente de África, algo que no fue bien visto por el Partido Popular y Ciudadanos, quienes acusaron a Sánchez de provocar un «efecto llamada».
El presidente del Gobierno considera la inmigración un asunto europeo, y mostró su solidaridad con el Gobierno alemán (quien en 2015 asumió más de 1 millón de demandantes de asilo), llegando a un acuerdo entre ambos países para que España acogiese a los inmigrantes que en 2015 entraron por el país del sur de Europa evitando así una crisis de gobierno en Alemania.
Sánchez ha recibido el apoyo de dos de los líderes más importantes de la Unión Europea, Emmanuel Macron, presidente de Francia y Angela Merkel, canciller de Alemania, quien han apostado por una solución de ámbito europeo que implique a todos los países.

### Marruecos
Las relaciones entre Marruecos y España se deterioraron de forma importante en el año 2021. Los primeros años del Gobierno socialista fueron tranquilos, con cordialidad entre ambos países, pero empeoraron a raíz de la entrada del líder del Frente Polisario, Brahim Gali, para ser tratado por COVID-19 en un hospital de Logroño «por razones humanitarias». Más aún cuando se publicó que había entrado de forma anónima, con documentación falsa, llevando la oposición al Gobierno a los tribunales por el asunto. Esta polémica acabó por provocar la salida del Gobierno de la ministra de Asuntos Exteriores, Arancha González Laya, quien tuvo que llegar a declarar por el asunto ante la Audiencia Nacional.

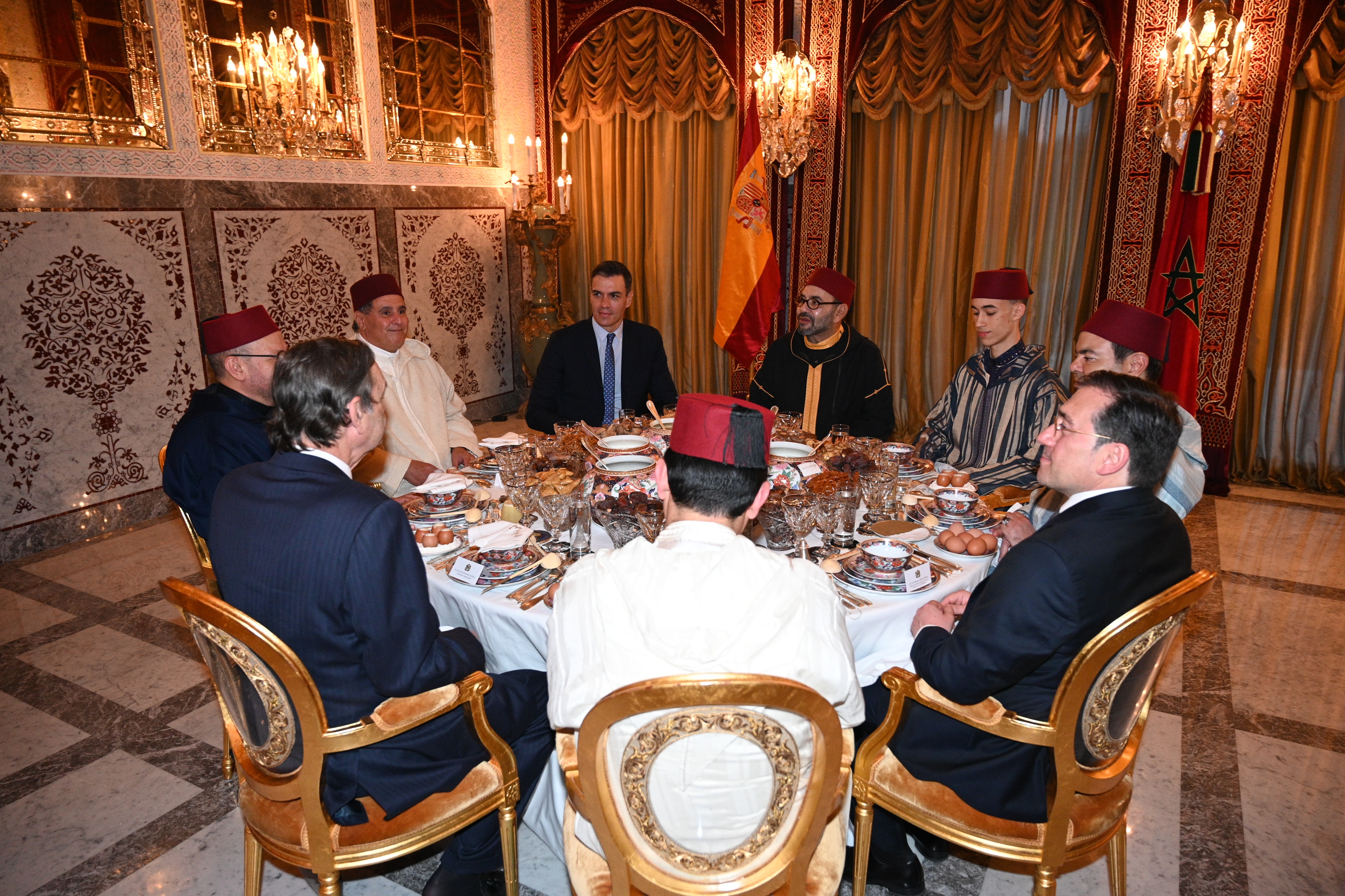
El presidente del Gobierno en una cena ofrecida por el rey de Marruecos, Mohamed VI, en 2022.

Así, estalló una crisis diplomática en la que Marruecos retiró su embajadora en el país, Karima Benyaich, quien poco tiempo antes había afirmado que «hay actos que tienen consecuencias y se tienen que asumir». Estas declaraciones se hicieron en relación con la otra cara de la crisis, que no se limitó al ámbito diplomático; Marruecos levantó la seguridad fronteriza y permitió que una avalancha de inmigrantes alcanzara la ciudad autónoma de Ceuta. Según el Ministerio del Interior de España, las cifras alcanzaban las 8000 personas que habían accedido de forma irregular a la ciudad.
La ministra de Defensa, Margarita Robles, calificó lo sucedido de «chantaje» mientras que el jefe del Ejecutivo, Pedro Sánchez, aseguró que se procedería «a la devolución inmediata de todo el que haya entrado de forma irregular en España». Así, en los dos días siguientes al asalto el Gobierno confirmó que ya había devuelto casi 6000 personas de las 8000 que habían entrado, algo que denunciaron organizaciones de derechos humanos al considerar que no era legal y que se necesita estudiar la situación individual de cada persona.
Unos meses después, el rey de Marruecos, Mohamed VI, anunció en su discurso que deseaba «inaugurar una etapa inédita» en las relaciones entre ambos países. En esta línea, en enero de 2022 el rey de España, Felipe VI, instó a Marruecos a «empezar a materializar ya una nueva relación con España».
El 18 de marzo de 2022, se hizo público una carta del presidente del Gobierno al rey de Marruecos, así como un comunicado oficial del Gobierno de España en el que mostraba su apoyo al plan de Marruecos de dar autonomía al Sáhara Occidental en vez de un referéndum de independencia, postura que había defendido España históricamente. Este cambio de postura pilló por sorpresa tanto a la oposición, que reclamó explicaciones en el Congreso de los Diputados como al socio de coalición, Unidas Podemos, que reclamó seguir defendiendo la autodeterminación del pueblo saharaui.
Tras estos hechos, Marruecos envió de regreso a su embajadora en España.

### Argelia
El cambio de posición respecto al Sáhara Occidental no gustó a Argelia, principal aliado de los saharauis. Tras los hechos, el Gobierno argelino retiró su embajador en Madrid y algunos altos cargos de dicho país consideraron que con estas acciones, España «había traicionado por segunda vez a los saharauis», tras ceder a Marruecos y Mauritania en 1975 el territorio.
En junio de 2022, el Gobierno argelino suspendió de forma unilateral el tratado de amistad con España y ordenó la congelación del comercio exterior con el país ibérico. Ante estos hechos, la Unión Europea reaccionó de inmediato amenazando a Argelia con «represalias» si continuaba con sus intenciones de romper con España. Tras esto, Argelia negó haber cortado el comercio con el país ibérico y garantizó el suministro de gas. Asimismo, el presidente de Argelia, Abdelmadjid Tebboune, cesó al ministro de Finanzas, Abderrahman Raouya, el 14 de junio; si bien no se concretaron las causas, el cese vino después de emitirse por parte del Ministerio de Finanzas argelino la orden de congelar las relaciones comerciales entre España y Argelia. De forma similar, el 20 de junio la región argelina de Bouira ordenó a las agencias de viaje que suspendieran las relaciones con España, pero dicha orden fue anulada por el Gobierno argelino de inmediato.
Durante 2023, las relaciones se mantuvieron estancadas, si bien el presidente argelino afirmó que estas estaban «congeladas, pero no canceladas».

### América Latina
De forma general, las relaciones con Latinoamérica fueron buenas, salvo ciertos casos.

#### México
Tras unos años de buenas relaciones, las cosas empeoraron con la llegada al poder en México de Andrés Manuel López Obrador. Desde el principio, el presidente mexicano mostró rechazo hacia lo que representaba España y sus empresas. Por una parte, llegó a pedir a principios de 2019, que el rey de España, Felipe VI, se disculpara en nombre de la Corona y de España por los hechos acaecidos durante la conquista española de América. La Casa Real no respondió a esta petición, trasladando la carta del mandatario mexicano al Gobierno de España quien aclaró que «rechazaba con firmeza» los argumentos de López Obrador y animaba a que ambos gobiernos «trabajaran conjuntamente» para «intensificar las relaciones de amistad y cooperación» ya existentes. Todo esto, pocos meses después de que el presidente del Gobierno, Pedro Sánchez, realizara una visita oficial a la nación norteamericana. Esta petición de disculpas fue reiterada por el presidente mexicano en diversas ocasiones entre 2020 y 2021.
Por otra parte, el mandatario mexicano definió las inversiones extranjeras en México como «neocolonialistas» y vinculó sin pruebas a empresas españolas y estadounidenses, misma situación política que ocurrió en otros países latinoamericanos como Argentina o Bolivia. En esta línea, en febrero de 2022, el presidente mexicano pidió pausar las relaciones entre México y España, acusando a las empresas españolas de «saqueo» y declarando que la actual relación bilateral no es buena. El Gobierno español rechazó tajantemente estas descalificaciones contra España y sus empresas. A esto, se sumó la crítica de los Gobiernos estadounidense y canadiense por la polémica reforma en el sector eléctrico del Gobierno mexicano, la cual, ha sido acusada de violar los términos del T-MEC.
En marzo de 2022, el ministro de Asuntos Exteriores, José Manuel Albares, viajó a México y junto con el canciller mexicano, Marcelo Ebrard, ambos países acordaron «acelerar la relación» entre los dos países en lugar de tomar una pausa como pidió en febrero de 2022 el presidente Andrés Manuel López Obrador. Durante la reunión los dos cancilleres firmaron cuatro acuerdos de cooperación política, cultural, científica y en materia de feminismo, pero lo más significativo fue la coincidencia de ambos en reactivar «lo antes posible» la llamada Comisión Binacional, un espacio de colaboración diplomática creado en 1977. El 11 de marzo, el Gobierno mexicano rechazó la resolución que aprobó el Parlamento Europeo, del que España es miembro, sobre la petición de protección a periodistas y activistas en México. López Obrador acusó a los eurodiputados de «borregos» y «reaccionarios» de la oposición, lo cual, provocó una reacción crítica hacia el Gobierno mexicano.
En diciembre de 2022 se llevó a cabo en la Ciudad de México una Comisión Binacional, la decimotercera de este tipo, en la que los cancilleres de ambos países confirmaron la buena sintonía entre ambos países. A pesar de considerar un éxito esta reunión, el presidente mexicano reafirmó su intención de mantener «pausadas» las relaciones con España al considerar que no había «actitud de respeto» por parte de los españoles y la falta de respuesta por parte del Soberano español a la carta que le envió a principios de 2019. En respuesta a esto, la Cancillería española calificó de «incomprensibles» tales afirmaciones tras «una exitosa Comisión Binacional».

#### Venezuela
Como venía ya siendo costumbre, la llegada de Pedro Sánchez al poder en España no mejoró las relaciones entre ambas naciones. El 26 de enero de 2019, en el contexto de la crisis presidencial de Venezuela de 2019, el presidente del Gobierno instó a Nicolás Maduro a la convocatoria inmediata de elecciones en el plazo de ocho días, en cuyo caso contrario Sánchez anunció que el Gobierno de España pasaría a «reconocer» como presidente interino a Juan Guaidó. Anteriormente a este anuncio, Sánchez ya había contactado mediante una llamada telefónica con Guaidó, circunstancia que había sido reprochada por Maduro criticando a lo que llamó «la España colonialista y reciente de siempre, que desprecia a Venezuela». España, junto a la Unión Europea, otorgó en febrero de 2019 este reconocimiento a Guaidó. Tras el paso del mandato constitucional de la Asamblea venezolana que otorgaba legitimidad a Guaidó, los Estados miembros de la Unión Europea dejaron de reconocerlo como presidente interino y al mismo tiempo negaron la legitimidad de la nueva asamblea.
En mayo de 2019, España permitió al opositor venezolano, Leopoldo López, refugiarse en su embajada en Caracas. Tras una recomendación del Gobierno español, López abandonó la embajada y se instaló en Madrid, donde residían sus padres, su mujer y sus hijos.
En 2020, el Gobierno español rechazó nombrar un nuevo embajador venezolano y en su lugar nombró un encargado de negocios.
En febrero de 2021, el presidente venezolano pidió «revisar a fondo» las relaciones con España tras una visita de la canciller española, Arancha González Laya, a la frontera entre Colombia y Venezuela para comprobar la situación de los inmigrantes venezolanos.
En diciembre de 2022, tras casi tres años, el Gobierno español designó a su encargado de negocios en Venezuela, Ramón Santos Martínez, como embajador del Reino en Venezuela. En enero de 2023, Venezuela hizo lo propio nombrando a Coromoto Godoy.

#### Nicaragua
Otro foco de tensión fue Nicaragua. El Gobierno socialista de Pedro Sánchez rechazó desde el principio el Gobierno autoritario de Daniel Ortega, llegando España a retirar de forma indefinida a su embajador en agosto de 2021 tras ser acusado por el Gobierno nicaragüense de injerir en su política interna. España, desde hacía unos meses, venía pidiendo a Nicaragua, junto con otros países, la liberación de cientos de opositores, el respeto a los derechos humanos y el cese de la violencia. Nicaragua retiró a su embajador en España en marzo de 2022.
El 31 de mayo de 2022 la Asamblea Nacional de Nicaragua ordenó la disolución de la Academia Nicaragüense de la Lengua al cancelar su personalidad jurídica, aunque la Real Academia Española (RAE) anunció días después que prestaría la asistencia necesaria a la academia para continuar con sus funciones.
A pesar de las malas relaciones entre gobiernos, España donó durante toda la pandemia de COVID-19 varios millones de dosis al país centroamericano.

### OTAN y Ucrania
La legislatura estuvo marcada por una continuidad en las relaciones con la Organización del Tratado del Atlántico Norte (OTAN). España participó en misiones de la OTAN en Turquía, el Mediterráneo, Afganistán y el Mar Negro. Además, continuó formando parte de los grupos navales de esta organización.

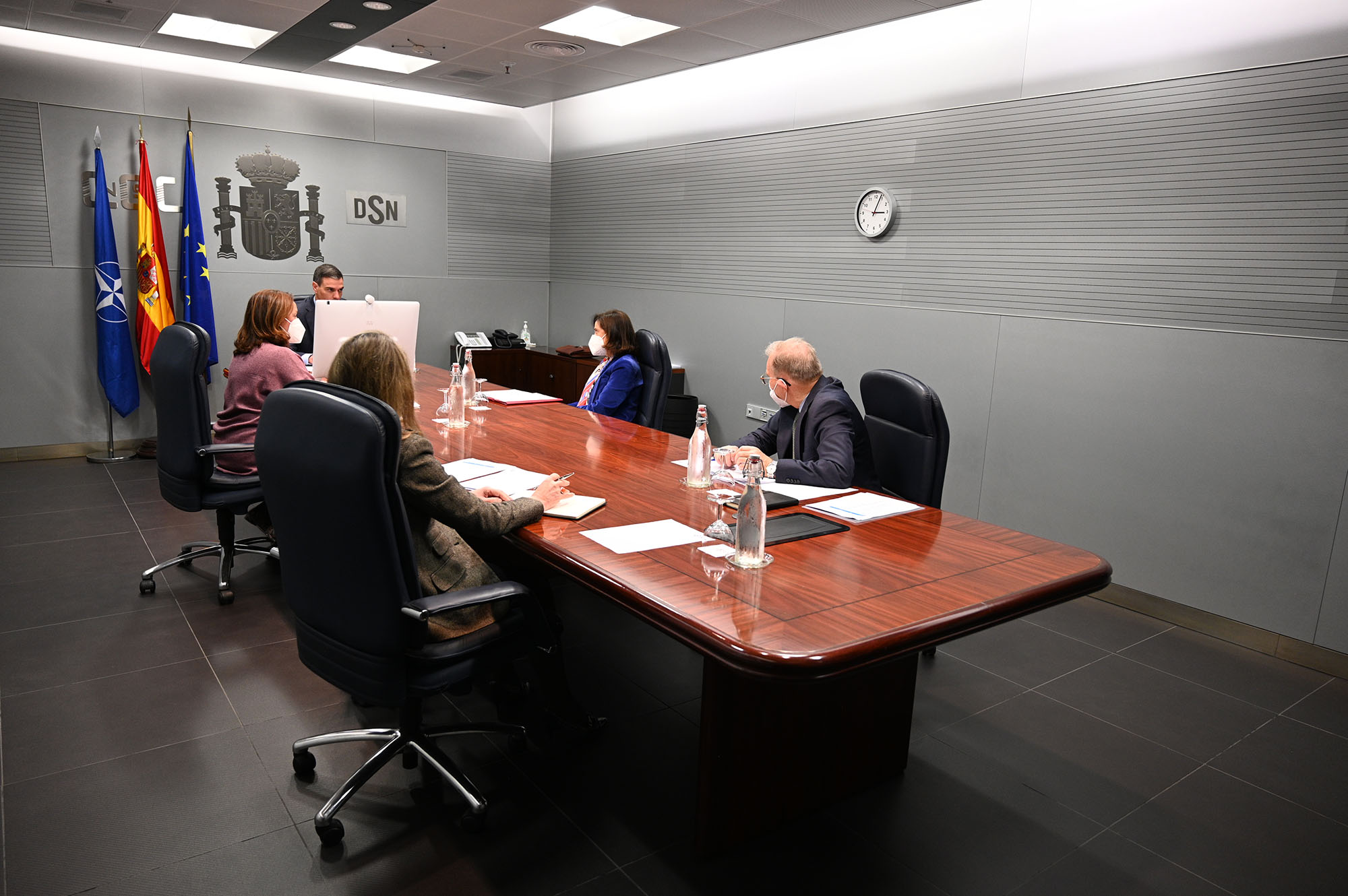
Sánchez y su equipo en una videoconferencia de la OTAN sobre Ucrania.

En julio de 2018, el presidente de los Estados Unidos, Donald Trump, exigió a los socios de la OTAN que aumentaran sus presupuestos militares incluso yendo más allá del 2 % pactado. Pedro Sánchez se comprometió entonces, al igual que hizo su antecesor en el cargo, a alcanzar el 2 % del PIB en defensa para el año 2024. Así, a finales de ese año el Gobierno aprobó importantes planes de gasto militar y los presupuestos generales del Estado de 2021 y 2022 se caracterizaron por importantes incrementos en el gasto destinado al Ministerio de Defensa, si bien lejos del objetivo del 2 % del PIB.
Por otra parte, en 2022 se desencadenó un conflicto entre Rusia y Ucrania por el acercamiento de esta última a la Unión Europea y a la OTAN, lo que a juicio de la Federación Rusa suponía una amenaza. Por ello, en febrero de 2022 Rusia decidió invadir Ucrania. Semanas antes, España había reforzado las posiciones militares de la OTAN en Bulgaria y el Mar Negro con el envío de tropas, eurofighters y buques de guerra debido al aumento de la tensión en la zona. El rechazo a la invasión fue unánime entre la coalición, si bien se rechazó el envío de tropas a un país no miembro de la OTAN y se optó por importantes sanciones económicas.
Tras estos hechos, el 14 de marzo de 2022 el presidente del Gobierno reiteró el compromiso de alcanzar el 2 % del PIB en gasto militar. En este línea, las Cortes Generales aprobaron los Presupuestos Generales del Estado para el año 2023 que establecieron un incremento del gasto militar en más de un 25 %.
Durante 2023, España continuó su política de reforzamiento de las capacidades militares de Ucrania, llegando a donar hasta diez unidades de los tanques Leopard 2A4.

#### Cumbre de Madrid

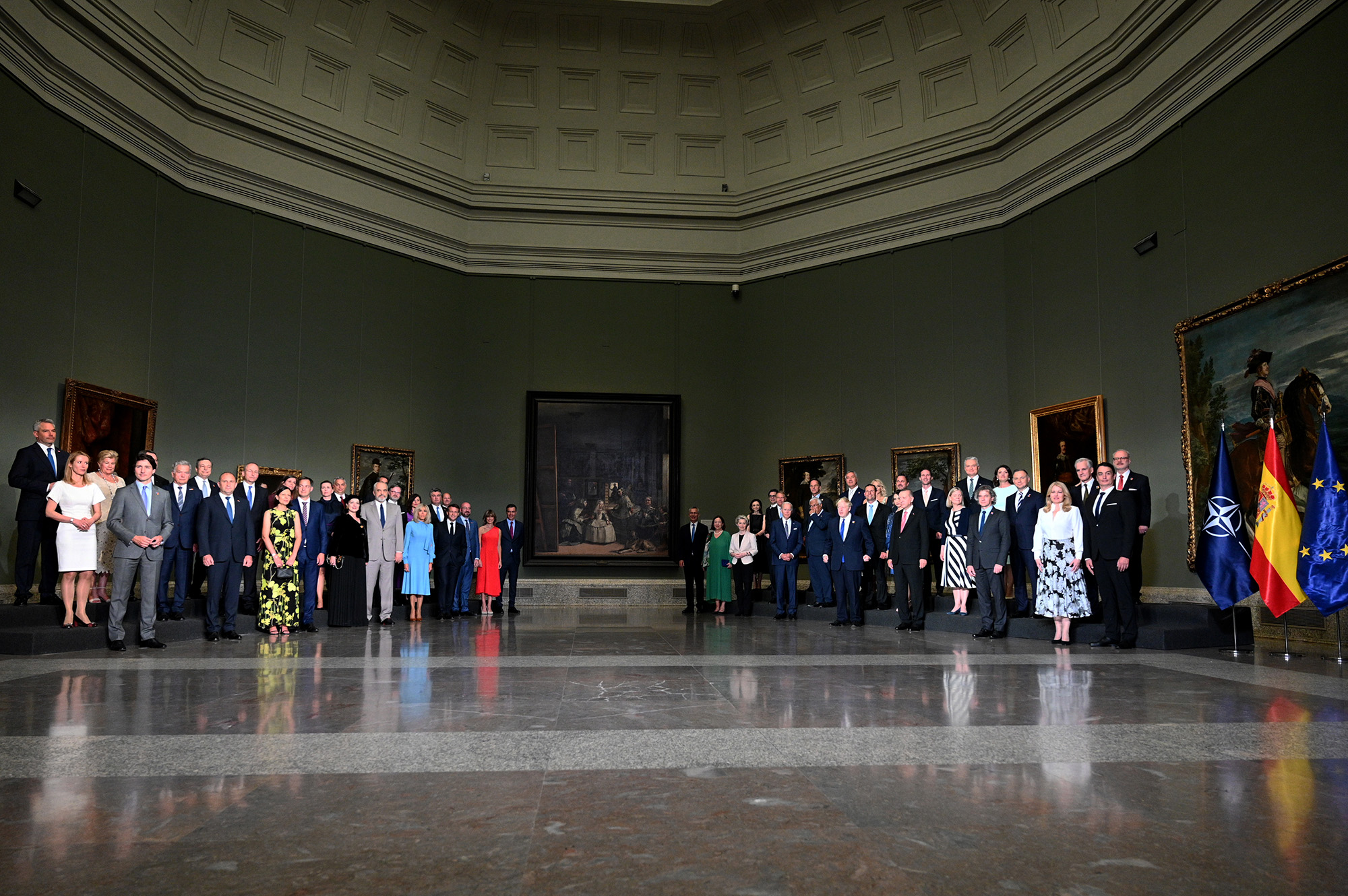
Foto oficial de los líderes de la OTAN en el Museo del Prado.

El día previo a la cumbre, el 28 de junio de 2022, se llevaron a cabo diversas reuniones bilaterales entre el presidente del Gobierno y diferentes líderes tanto de la OTAN como de países invitados y concluyó con una cena oficial en el Palacio Real de Madrid, presidida por los reyes de España. De estas reuniones bilaterales, cabe destacar la del presidente del Gobierno con el presidente de los Estados Unidos, Joe Biden, que culminó con el acuerdo de aumentar la presencia de destructores estadounidenses en la Base Naval de Rota así como enfocar parte de las acciones conjuntas en los «flujos migratorios irregulares» provenientes de África.

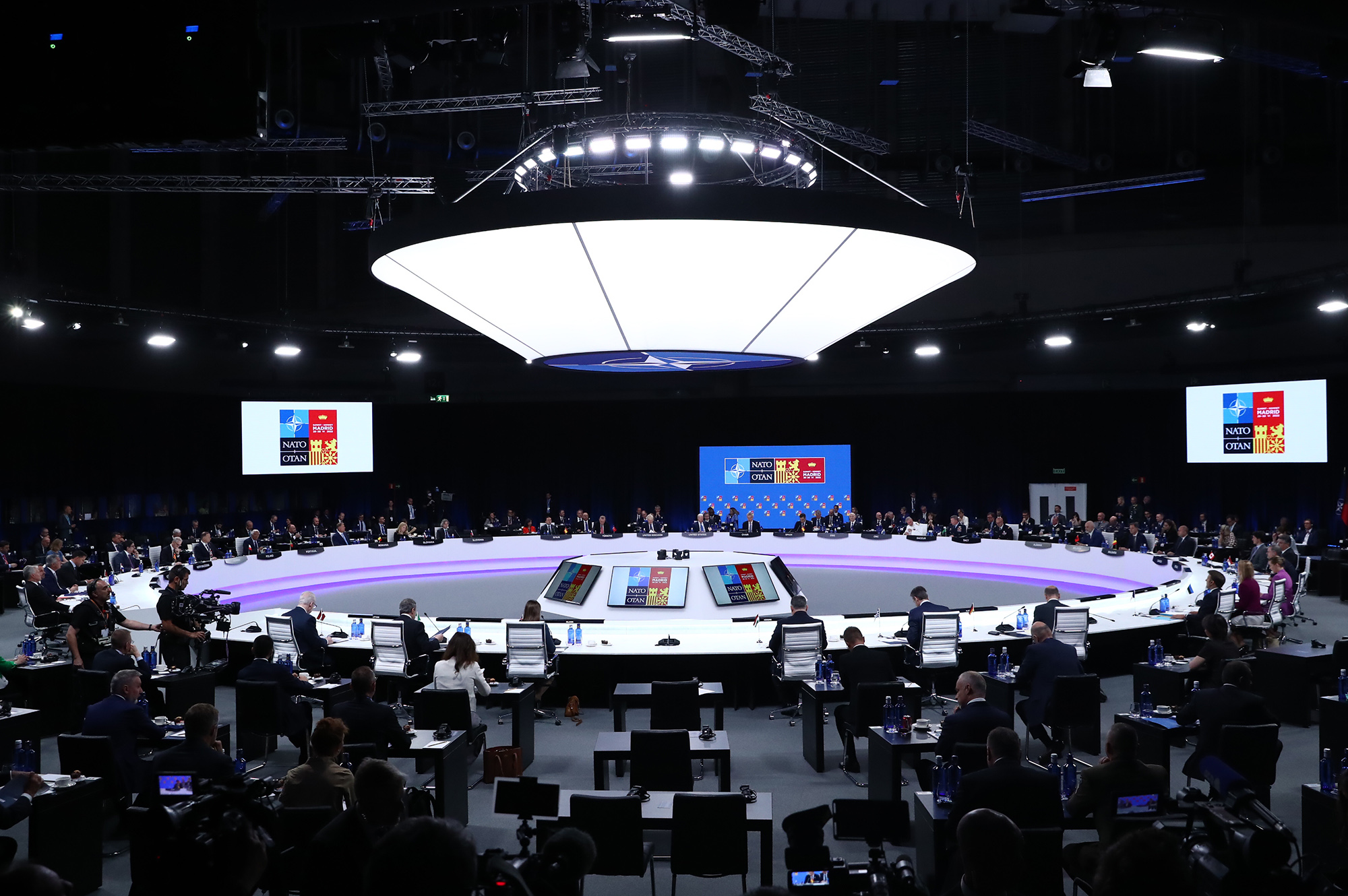
Reunión del Consejo del Atlántico Norte el 29 de junio de 2022.

La cumbre se desarrolló oficialmente los días 29 y 30, teniendo su sede principal de trabajo en la Institución Ferial de Madrid (IFEMA). Durante estas dos jornadas, los líderes euroatlánticos adoptaron un nuevo «concepto estratégico» consistente en establecer a Rusia como la principal amenaza para la seguridad de los aliados, incluyeron el «flanco sur» como una importante preocupación para la seguridad y, por primera vez, mencionaron a China como un «desafío» a tener en cuenta. Asimismo, también invitaron a Suecia y Finlandia a unirse a la Alianza tras disipar el día previo al evento las reticencias de Turquía por el apoyo de estos dos países a los kurdos. Por último, la jornada del día 29 finalizó con una cena organizada por el presidente del Gobierno Pedro Sánchez en el Museo del Prado.
Tras esta cumbre y renovado el compromiso de aumentar el gasto militar, en julio de 2022 el Consejo de Ministros aprobó un crédito extraordinario de 1000 millones para el Ministerio de Defensa con vistas a cumplir este objetivo en 2029.

## Economía

### Indicadores económicos

#### Producto interior bruto
En el marco de la pandemia por coronavirus, según el Instituto Nacional de Estadística (INE), el producto interior bruto (PIB) en el primer trimestre de 2020 se desplomó un 5,2 %, una de las mayores caídas de la historia, situación que no mejoró en el segundo trimestre cuando el PIB cayó hasta un nuevo récord del 17,8 % debido a la drástica reducción de la actividad económica producida por el confinamiento domiciliario que abarcó de marzo a junio y que confirmó la recesión económica. Tras abandonar el confinamiento, el tercer trimestre supuso un rebote que impulsó la economía un 16,7 %, si bien en términos interanuales, la economía continuaba un 8,7 % por debajo de los niveles precrisis. El cuarto trimestre, marcado por otra ola pandémica y nuevas restricciones —si bien de menor alcance—, supuso un alza del 0,4 %, confirmando un desplome económico anual del 11 % en 2020.
El año 2021 comenzó con una caída del 0,4 % del PIB debido a un aumento de las restricciones sanitarias por una nueva ola pandémica, y aunque se esperaba un fuerte rebote en el segundo trimestre, finalmente el crecimiento fue de un 1,1 %, lejos del 2,8 % predicho anteriormente por el Instituto Nacional de Estadística (INE), que realizó una drástica revisión de sus previsiones a final del año. A finales de año, revisó al alza el tercer trimestre, pasando de un 2 % a un 2,6 % de crecimiento. Tras un buen cuarto trimestre que registró un incremento del 2,2 %, la economía española creció en el año 2021 un 5,1 %. En septiembre de 2022 el Organismo estadístico publicó la Contabilidad Nacional Anual de España 2019–2021, que revisó al alza el crecimiento del año 2021, hasta el 5,5 % (debido a una mayor aportación de la demanda nacional) y aumentó la caída del PIB en 2020 del 10,8 al 11,3 %.
2022 comenzó con una importante ralentización económica. Si bien en un principio se pensó que la economía se estancaría con un paupérrimo crecimiento del 0,2 %, debido a diversos factores, tales como la guerra en Ucrania —que provocó una subida generalizada de los precios y la incertidumbre económica—, o la huelga del transporte —que paralizó gran parte de la actividad económica en marzo de ese año—, las revisiones posteriores demostraron que la situación había sido incluso peor, habiendo retrocedido la economía en dicho trimestre en dos décimas. Mejores resultados arrojó el segundo trimestre; tras unas estimaciones iniciales de un aumento económico del 1,1 %, finalmente se constató que había sido de un 1,5 %, gracias a la recuperación del consumo de los hogares y, sobre todo, al gran impulso de la demanda externa. El tercer trimestre se caracterizó por un importante frenazo económico, inicialmente con un paupérrimo crecimiento del 0,2 %, que fue revisado a la baja en diciembre de 2022 al 0,2 %. A pesar de esto, la revisión de diciembre no abarcó solamente el tercer trimestre, sino que se ajustaron los tres trimestres de 2022, concluyendo que el crecimiento en los dos primeros había sido mayor de lo estimado (0,1 % y 2 %, respectivamente), con una tasa anual favorable del 4,4 %. Por último, un discreto aumento económico del 0,2 % en el cuarto trimestre permitió cerrar el ciclo económico de 2022 con un crecimiento del 5,5 %, misma cifra que el año anterior.
Revisiones posteriores elevaron los crecimientos de los años 2021 y 2022 al 6,7 % y 6,2 %, respectivamente.
Los buenos pronósticos económicos siguieron para el último ejercicio de la legislatura, 2023, con un aumento del 0,5 % en el primer trimestre, elevando la tasa anual al 3,8 %. El FMI aumentó sus estimaciones para dicho año, previendo un aumento del PIB de 1,5 puntos, en línea con los 1,6 puntos que preveía el Banco de España (que posteriormente elevó al 2 %) o los 1,7 de la OCDE, pero lejos del 2,1 % que esperaba el Gobierno de España. Más cerca de esta estimación estuvo la Comisión Europea, con un 1,9 %.

#### Empleo y desempleo
El primer año de la legislatura estuvo marcado por un importante incremento del desempleo debido a la paralización económica como resultado de la pandemia de COVID-19, y adquirió importante protagonismo el Expediente de Regulación Temporal de Empleo (ERTE), que evitó despidos masivos. En el primer trimestre, la tasa de paro comenzó a aumentar tras sumar 121 000 parados, lo que la situó en el 14,4 %, y 579 000 personas entraron en situación de ERTE. En el segundo trimestre de 2020, la tasa de desempleo volvió a incrementarse hasta el 15,33 % y los ERTE alcanzaron los 3,4 millones de trabajadores. El tercer trimestre continua con un aumento de la tasa de paro hasta el 16,26 % si bien algunos indicadores empiezan a mejorar, como es el caso de la afiliación a la Seguridad Social que sumó 569 600 afiliados. En el último trimestre del año 2020 se redujo el paro en 3100 personas, lo que situó la tasa en el 16,1 % y aumentaron 167 400 ocupados más. En definitiva, el segundo semestre del año amortiguó ligeramente la caída económica que se produjo en el primero, aunque no fue suficiente y, en aspectos generales, el año 2020 supuso 623 000 ocupados menos y 528 000 parados más.
Si bien en el primer trimestre de 2021 las cosas no mejoraron para el empleo, sí lo hicieron en el segundo. En este trimestre, se relajaron gran parte de las restricciones sanitarias y supuso la creación de casi 465 000 empleos, llevando el número de ocupados a los 19,7 millones y se redujo el desempleo en 110 100 personas, situando la tasa de paro en el 15,26 %. La buena marcha para estos dos indicadores se mantuvo hasta final de año, con un balance muy positivo: en todo 2021 se crearon 776 478 empleos nuevos —el mayor incremento anual desde 2005—, llevando la afiliación a los más de 19,8 millones, y el paro se redujo un 20 %, con 782 232 personas reintegradas en el mercado laboral (3,1 millones de parados en 2021; una tasa de alrededor del 14 %). Igualmente, misma tendencia tuvieron los ERTE, en los que a finales de año apenas quedaban 102 548 personas. Estos datos permitieron al mercado volver a datos previos a la pandemia e incluso mejorarlos. La EPA publicada el 27 de enero señaló incluso mejores datos: durante 2021, se crearon 840 700 nuevos empleos y 615 900 desempleados menos, con la tasa de paro en el 13,33 %, la más baja desde 2008.
Siguiendo la tendencia de años anterior, el primer trimestre de 2022 no fue bueno. La EPA confirmó una pérdida de más de 100 000 empleos y la tasa de paro aumentó hasta el 13,65 %. Sin embargo, las cosas mejoraron en el segundo trimestre. El desempleo cayó en más de 255 000 personas, situando la tasa de paro en el 12,48 % y se crearon más de 383 000 puestos de trabajo. Así, en el segundo trimestre el número total del parados estaba en los 2,9 millones y la ocupación rozaba los 20,5 millones. En cuanto a la distribución, la mayor parte del nuevo empleo recayó en el sector servicios y tuvo aumento en el resto de sectores económicos salvo uno, la agricultura; de todo ese empleo, la inmensa mayoría de los empleos fueron ofrecidos por el sector privado, mientras que el sector público perdió más de 14 000 empleos en ese periodo. Los datos finales del año arrojaron un balance positivo de 471 360 nuevos empleos y 268 252 parados menos, con la menor tasa de paro desde 2007. Además, a consecuencia de la reforma laboral de este año, se disparó el número de contratos indefinidos, que representaron el 39 % del total de contratos firmados en 2022, si bien este aumento estuvo acompañado de críticas debido a la posibilidad de que la figura del contrato fijo discontinuo estuviera distorsionando las cifras reales de empleo y desempleo. Ante estas críticas, el Gobierno se limitó a celebrarlos, recordar que el cálculo estadístico es el mismo desde hace décadas y criticó al Partido Popular por sembrar dudas.
Nada más disolverse las Cortes, el 2 de junio de 2023 los ministerios de Trabajo y de Seguridad Social anunciaron que, hasta mayo, las personas ocupadas alcanzaban los 20,8 millones de personas y que el paro había bajado en 50 000, quedándose con 2,74 millones de desempleados. El mes de julio alcanzó el récord de 21 millones de ocupados y una tasa de paro del 11,6 %.

#### Déficit público

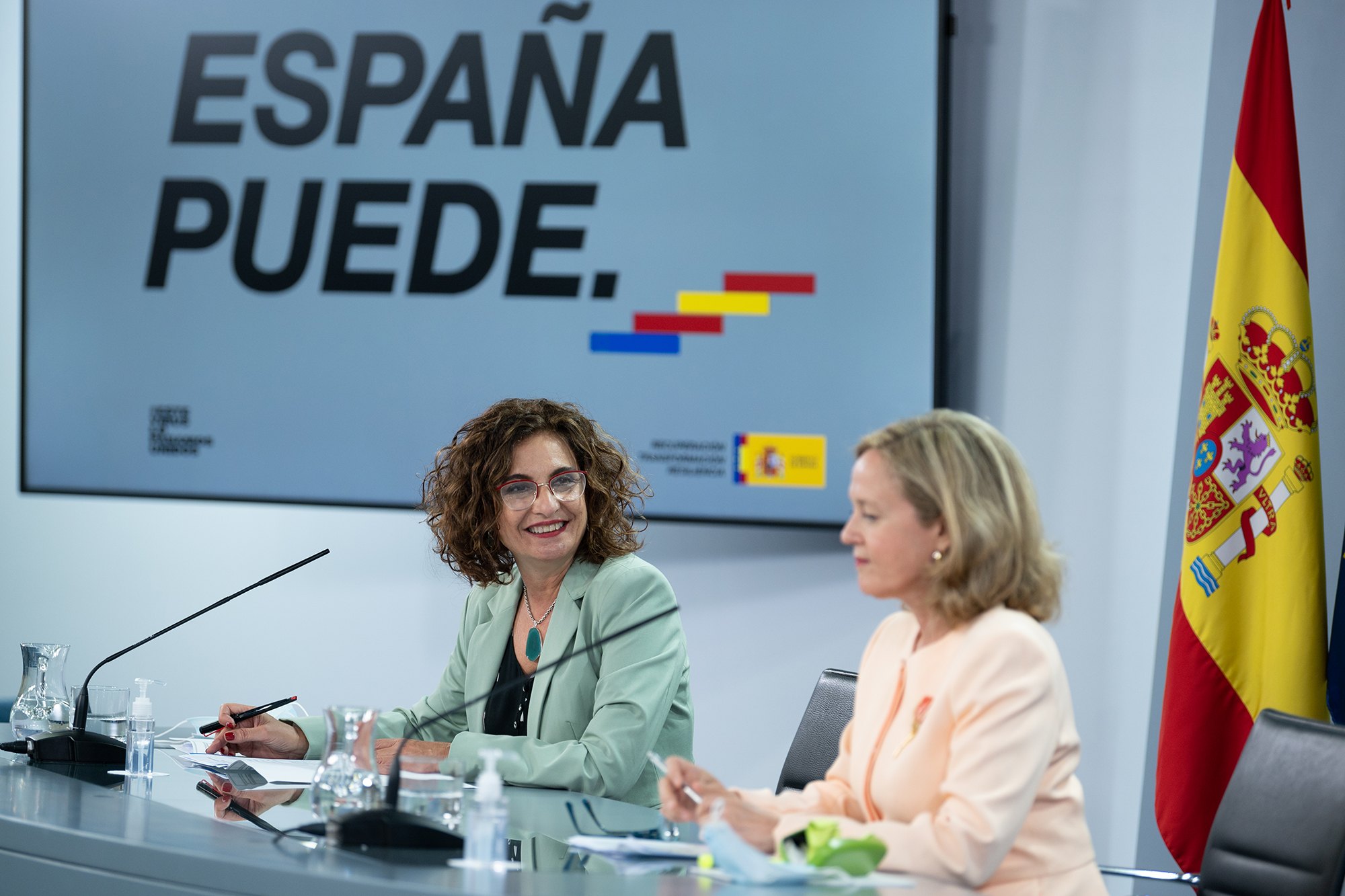
La ministra de Hacienda, María Jesús Montero, y la vicepresidenta económica, Nadia Calviño, el 6 de octubre de 2020.

La pandemia obligó al Gobierno a modificar todas sus previsiones económicas, incluidas las de déficit público. Así, el viernes 1 de mayo de 2020 la ministra de Hacienda y portavoz del Gobierno, María Jesús Montero, junto con la vicepresidenta de Asuntos Económicos y Transformación Digital, Nadia Calviño, anunció que el déficit estimado para el año 2020 alcanzaría el 10,34 % del PIB o 115 671 millones de euros. El 6 de octubre el Gobierno revisó hasta el 11,3 % el déficit para 2020, aumento que fue confirmado por la propia Ministra de Hacienda el 3 de enero de 2021. El dato definitivo fue del 10,09 %, siendo el tercer peor dato desde que hay registros.
El 3 de enero de 2021 la ministra de Hacienda afirmó que el Gobierno estimaba que el déficit público para el año 2021 se reduciría 3,6 puntos, hasta el 7,7 %. En abril de 2021, el Gobierno revisó al alza sus estimaciones, concluyendo que acabaría en torno al 8,4 %. A pesar de las estimaciones, el 31 de marzo de 2022 la titular de Hacienda confirmó que las Administraciones Públicas cerraron 2021 con un déficit del 6,76 %, por debajo de ambas estimaciones.
Como en el ejercicio anterior, tanto el Gobierno como organismos independientes estimaron una nueva reducción del déficit. En el caso del Ejecutivo, este vaticinó que 2022 cerraría con un déficit del 5 %, mientras que la AIReF lo estimó en un 4,8 %. El 30 de marzo de 2023 la ministra de Hacienda hizo público que España cerró el año con un déficit público del 4,8 %, dos décimas mejor de lo esperado por el Gobierno.
En cuanto al último año de la legislatura, 2023, el Gobierno estimó a mediados de 2022 que este cerraría en el 3,9 %, mientras que la AIReF lo estimó en torno al 3,3 %. En el primer trimestre de este último año, el déficit se redujo un 51 %, llegando la Administración Central a tener un superávit de 1088 millones de euros hasta finales de marzo de 2023, mientras que el grueso del déficit recayó en las Administraciones regionales, con 2 186 millones. Finalmente, el Ministerio de Hacienda confirmó que el año cerró con un déficit del 3,66 %, más de un punto inferior al año anterior.

#### Deuda pública
El Banco de España (BdE) hizo público el 17 de febrero de 2021 su primer avance sobre deuda pública del año 2020. En dicho informe, el banco central español estimó que el conjunto de la deuda de las Administraciones Públicas cerró 2020 en los 1,311 billones de euros, lo que equivaldría al 117,1 % del producto interior bruto. Este dato supuso el mayor endeudamiento de España desde 1902, cuando alcanzó el 128 % del PIB como resultado de la guerra de independencia cubana y posterior guerra contra Estados Unidos, así como por la crisis global de los precios agrarios.
El 17 de febrero de 2022 el BdE publicó su análisis de endeudamiento para el año 2021. El organismo calculó que la deuda de las Administraciones Públicas en el cierre del año natural ascendía a los 1,427 billones de euros, que gracias al crecimiento económico del año permitió que este dato supusiera el 118,7 % del PIB, ocho décimas menos que las previstas por el Gobierno de la Nación.
Al igual que en años anteriores, en febrero de 2023 el Banco Central español estimó que la deuda de las Administraciones en diciembre de 2022 alcanzaba los 1,503 billones de euros, un aumento bruto de casi 76 000 millones que, debido a la buena marcha de la economía, supuso un descenso en términos porcentuales de 5,6 puntos, hasta el 113,1 % del PIB. El dato de ratio de deuda mejora gran parte de las previsiones iniciales, tanto las del Gobierno (115,2 %), como las de organismos internacionales como el FMI (116,4 %). Más cerca se quedó el Banco de España, con una estimación en abril de 2022 del 112,6 % al final del ejercicio.
El primer trimestre de 2023 cerró con un ligero descenso hasta el 113 % y un aumento bruto de 32 000 millones hasta los 1,535 billones. El segundo y último semestre de esta legislatura, cerró con un aumento bruto de 33 358 millones de euros hasta los 1,569 billones que, gracias al crecimiento económico, supuso cerrar el trimiestre con un ratio de deuda del 111,2 %.

#### Índice de Precios al Consumo
La pandemia también se noto en la evolución del IPC. En el mes de marzo, el IPC anual cayó siete décimas desde el 0,7 % del mes de febrero y se situó en el 0 % —mínimos desde agosto de 2016—, principalmente por el descenso en el precio de los carburantes. Esta tendencia negativa continuó en abril, situándose en negativo (-0,7 %) por primera vez en cuatro años y alcanzó su mínimo anual en mayo, con un -0,9 %. Se mantuvo negativo el resto del año, cerrando 2020 con un IPC anual negativo del -0,5 %.
En 2021, el IPC anual volvió a la senda positiva, situándose en enero en el 0,5 %. Sin embargo, esta subida no se detuvo y, arrastrado por la subida del precio de la electricidad que en verano de 2021 alcanzó números históricos, el IPC en agosto ascendió al 3,3 %. Continuó la tendencia hasta final de año, cerrando 2021 con una inflación del 6,5 %, máximo nivel desde 1992.
El año 2022 comenzó con una inflación del 6,1 %, cuatro décimas menos que en diciembre —primer descenso en varios meses—, pero aún en niveles históricos. En febrero volvió a dispararse hasta el 7,6 %. En marzo, ya en plena invasión rusa de Ucrania, el IPC se disparó al 9,8 %. En abril se moderó al 8,4 %, si bien continuó en máximos históricos. En junio, el IPC escaló hasta el 10,2 %, alcanzando el máximo de la serie histórica y siendo la primera vez que este indicador llega a los dos dígitos, y en julio al 10,8 %. Al mes siguiente, en agosto, se produjo la primera reducción del año, con una inflación del 10,5 % y continuó en septiembre y octubre, con un 8,9 % y 7,3 %, respectivamente, gracias a la bajada de los precios de la energía y los carburantes. Con esta tendencia, el año acabó con una inflación en el mes de diciembre del 5,7 %, si bien el precio de los alimentos continuó al alza.
En los últimos meses que abarcó esta legislatura (de enero a junio de 2023), al principio el IPC volvió a subir, ascendió ligeramente hasta estabilizarse en torno al 6 % mensual, hasta que en marzo sufrió un gran descenso que dejó la inflación general en el 3,3 %. A pesar del buen dato, el principal problema se veía reflejado en la inflación subyacente, que se mantenía alta, en torno al 7,5 %, debido principalmente al lastre del precio de los alimentos, que seguían con aumento general de en torno al 17 %. Tanto la inflación general como la subyacente continuaron cayendo durante el segundo trimestre, cerrándolo en junio con un IPC general del 1,9 % y uno subyacente del 5,9 %. El principal problema continuó siendo el precio de los alimentos, que se situó en el 10,3 %.

### Presupuestos Generales del Estado

#### 2021

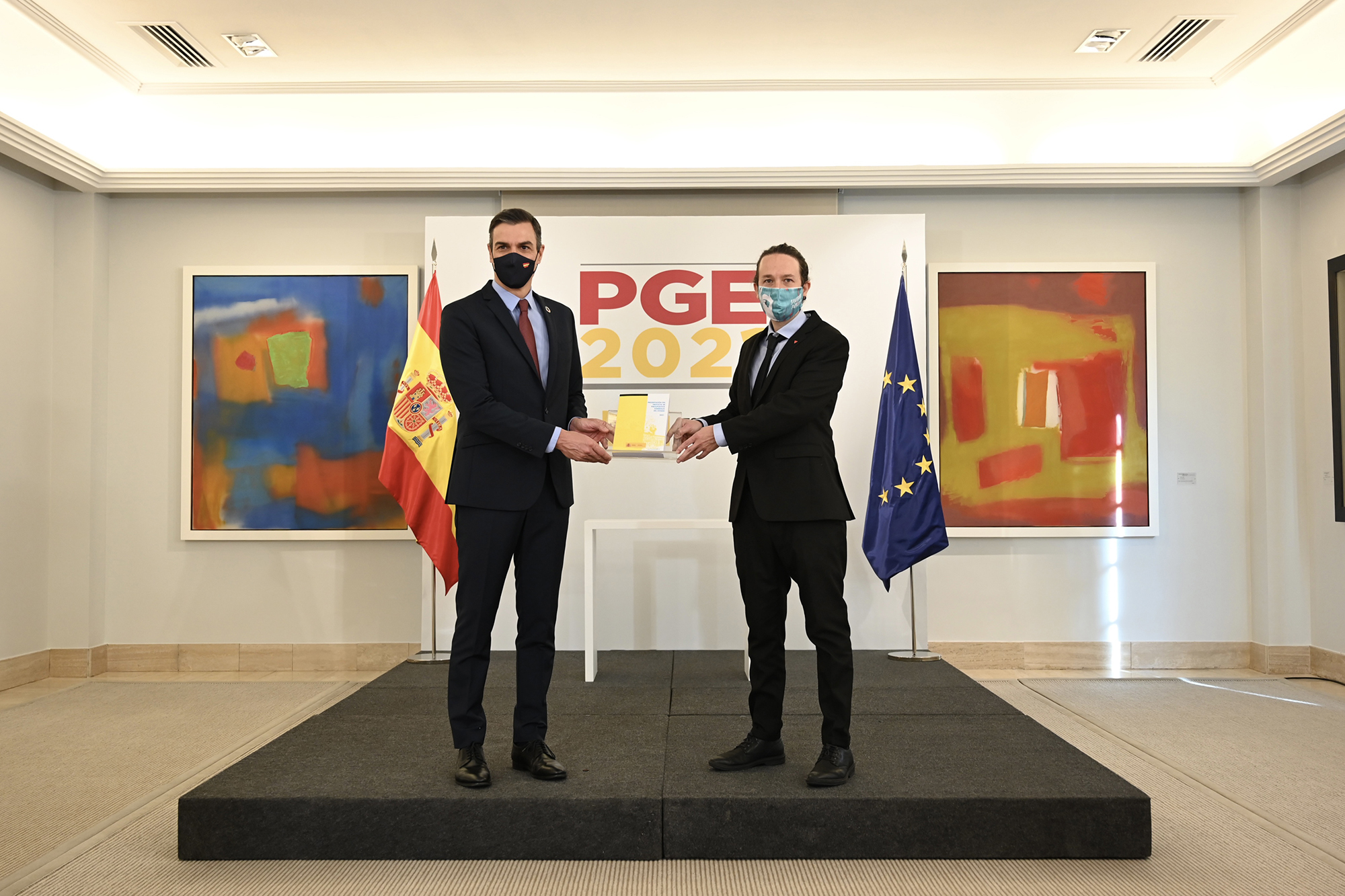
Pedro Sánchez y Pablo Iglesias presentando los primeros presupuestos del Gobierno de coalición.

Tras no haber sido posible aprobar los presupuestos de 2020 a causa de la pandemia, el día 28 de octubre de 2020 la ministra de Hacienda, María Jesús Montero, presentó en el Congreso de los Diputados el proyecto de Presupuestos Generales para 2021, tras un largo e intenso periodo de negociación entre los dos socios de Gobierno, PSOE y Unidas Podemos. Estos Presupuestos se caracterizaron por el marcado carácter social de los mismos, al destinarse un 59,9% al gasto social, lo que supuso un aumento considerable respecto a los anteriores. Tras la votación y superación de las enmiendas a la totalidad, los Presupuestos fueron aprobados por la mayoría de las Cortes Generales con el apoyo de PSOE, Unidas Podemos, ERC, PNV, EH-Bildu, PDeCAT, Más País-Equo, Compromís, Nueva Canarias y el Partido Regionalista de Cantabria, y los votos en contra de PP, VOX, Ciudadanos, Junts per Catalunya, Unión del Pueblo Navarro, Foro Asturias, Coalición Canaria, el Bloque Nacionalista Gallego y la CUP. Este resultado permitió al presidente del Gobierno, Pedro Sánchez, aprobar los primeros Presupuestos propios desde que llegó a la Presidencia en junio de 2018 y evitar así una tercera prórroga de los Presupuestos Generales del Estado para 2018, que estaban en vigor desde entonces. Además, fueron los primeros presupuestos desde los del año 2016 que se aprobaban antes de que acabase el año.

#### 2022
El día 13 de octubre de 2021 la ministra de Hacienda presentó en el Palacio de las Cortes el proyecto de Presupuestos Generales del Estado para 2022, después de negociar las partidas con su socio de coalición, Unidas Podemos. Estos Presupuestos pretendían remarcar la rápida recuperación económica y social después de haber superado la impactante caída del PIB provocada por el consecuente parón que trajo consigo la pandemia de Covid-19. Varios grupos parlamentarios, como PP y Ciudadanos, presentaron enmiendas a la totalidad del documento de Presupuestos por considerar que el futuro de los españoles dependía de partidos nacionalistas e independentistas y ser perjudiciales para el país. Otras fuerzas del hemiciclo, como ERC y PNV, consideraron en un principio presentar enmiendas a la totalidad al constatar que el PSOE los había despreciado al no ser llamados a negociar. Finalmente, ambos grupos decidieron retirar dichas enmiendas al lograr arrancar compromisos al Gobierno. En el caso del PNV, consiguió el compromiso de poder gestionar el IMV, y en el de ERC, lograr una cuota audiovisual de series en catalán en plataformas como Netflix.
Así las cosas, el día 4 de noviembre de 2021, el Congreso de los Diputados logró superar el primer obstáculo para la tramitación del presupuesto al desbaratar las siete enmiendas a la totalidad presentadas, con un saldo de 188 votos en contra, 156 votos a favor y 1 abstención.
El 25 de noviembre de 2021, después de haber analizado y aceptado cada partida de los presupuestos en la Comisión de Presupuestos del Congreso de los Diputados, se aprobaron las cuentas para 2022 con la misma mayoría que aprobó las anteriores, pasando el texto al Senado. Tras aceptar el Pleno del Senado una enmienda, el texto volvió al Congreso, aprobando definitivamente los presupuestos generales el 28 de diciembre.

#### 2023

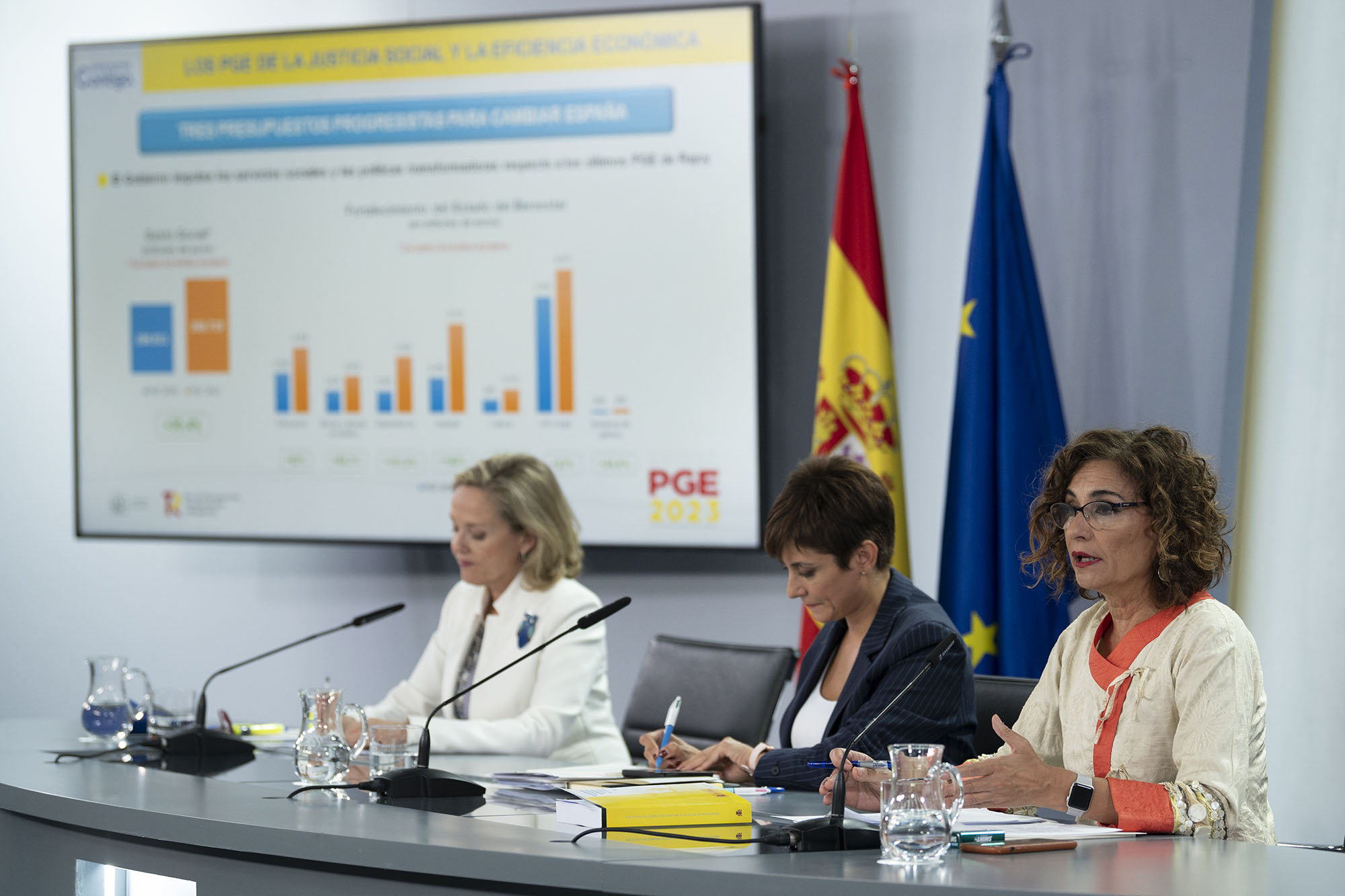
Las ministras Calviño, Rodríguez y Montero en la rueda de prensa tras el Consejo de Ministros que aprobó las cuentas de 2023.

El día 13 de junio de 2022 se inició formalmente la elaboración de los Presupuestos Generales del Estado para el año 2023 tras la firma, por parte de la ministra de Hacienda, de la Orden HFP/535/2022, de 9 de junio, por la que se dictan las normas para la elaboración de los Presupuestos Generales del Estado para 2023. El 25 de julio el Consejo de Ministros aprobó el límite de gasto no financiero para el ejercicio, con un máximo histórico de 198 211 millones de euros. Tras una serie de desacuerdos por parte de los dos socios de Gobierno, el proyecto de Presupuestos Generales del Estado para 2023 se ratificó en el Consejo de Ministros el 4 de octubre de 2022, abriéndose así la puerta a la negociación con el resto de fuerzas parlamentarias.
Como en años anteriores, los presupuestos fueron aprobados por la Cámara Baja sin mayores problemas, si bien con algunas polémicas cesiones del Gobierno de la Nación a sus socios periféricos como la cesión de las competencias de tráfico a la Policía Foral de Navarra —en detrimento de la Guardia Civil—, o la inclusión en la nueva Ley del Deporte de la posibilidad de que algunas comunidades autónomas con importante arraigo de ciertos deportes menores pudieran participar internacionalmente con sus propias selecciones.
Superado el trámite en el Congreso, el Senado aprobó sin cambios el texto presupuestario el 20 de diciembre de 2022.

### Reforma laboral
Desde que Sánchez asumió la Presidencia del Gobierno en 2018 mostró su deseo de derogar la reforma laboral aprobada por el primer Gobierno de Mariano Rajoy en 2012 y fue precisamente uno de los compromisos que adquirió con su socio de coalición, Unidas Podemos, para continuar en el Gobierno. Así, la vicepresidenta y ministra Yolanda Díaz negoció con los representantes sindicales y empresariales una reforma que, si bien se alejaba de lo inicialmente quería gran parte del espectro ideológico de la izquierda, se trató de una reforma de consenso con todos los actores implicados. Esto llevó a un importante malestar entre los socios habituales del Gobierno, que no apoyaban la reforma al considerarla insuficiente y al no establecer la prevalencia de los convenios autonómicos sobre los nacionales, entre otras quejas. Para evitar que la reforma cayese, el Gobierno optó por la llamada «geometría variable» y negoció con otros partidos políticos del ámbito de la derecha, consiguiendo el apoyo de otros partidos como Ciudadanos, PDeCAT o Unión del Pueblo Navarro (UPN). Sin embargo, en el último momento los dos diputados de UPN rompieron la disciplina del partido y votaron en contra de convalidar el decreto, lo que pudo provocar la derogación de éste si no fuere por el error de un diputado del Partido Popular, Alberto Casero Ávila, que se equivocó en el sentido del voto.

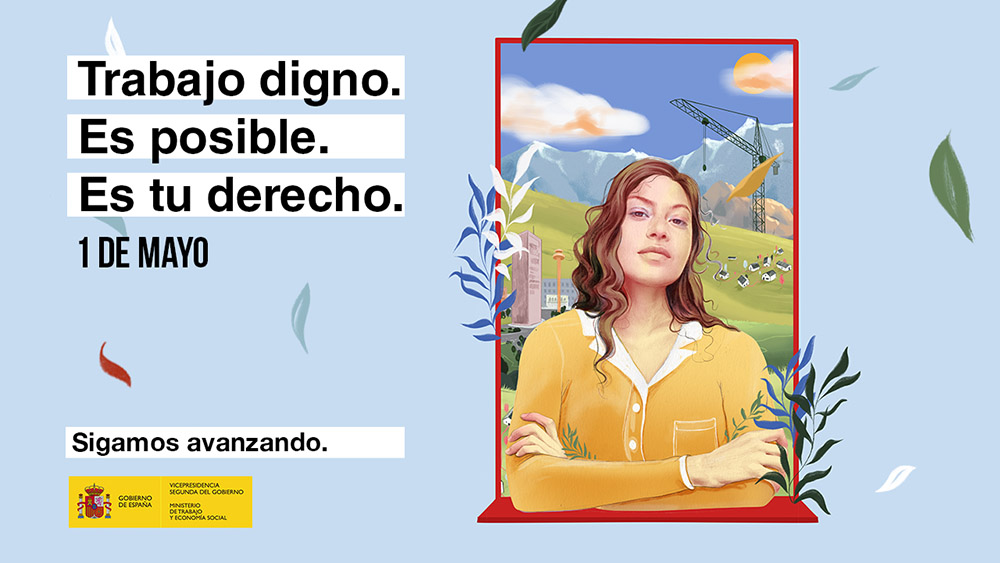
Cartel promocional del Primero de Mayo.

En cuanto al contenido de esta reforma, se suprimieron los contratos por obra o servicio, se redefinieron los contratos de duración determinada, se reformaron los contratos formativos y se potenció el contrato indefinido con el objetivo de reducir la temporalidad en el empleo. Asimismo, restituyó la ultraactividad indefinida de los convenios colectivos —que permite que el convenio siga vigente sin límite de tiempo hasta que se apruebe uno nuevo— suprimida en 2012. Por otra parte, se estableció la preeminencia del convenio sectorial sobre el de empresa en cuestiones salariales y se modificaron los ERTE, estableciendo dos tipos: cíclicos —un año máximo de duración por dificultades económicas— y sectoriales —máximo un año con dos prórrogas de seis meses para permitir una recualificación o transición profesional en un sector económico determinado—. Una de las críticas más recurrentes que recibió el Gobierno en torno a esta reforma fue la negativa de este a elevar la indemnización por despido, que se mantuvo en 33 días.
La reforma (Real Decreto-ley 32/2021) entró en vigor el 31 de diciembre de 2021 y fue convalidada por mayoría simple del Congreso de los Diputados el 3 de febrero de 2022.

### Fondos europeos
Como consecuencia de la pandemia de COVID-19, las economías mundiales sufrieron enormes recesiones debido a las restricciones de movilidad impuestas por los gobiernos en un intento por reducir la transmisión de la enfermedad. Este importante impacto económico intentó ser compensado mediante la inyección de gasto público a nivel mundial, destacando los paquetes económicos de más de tres billones de dólares en los Estados Unidos de América o los implementados por los gobiernos europeos, tanto de forma individual como colectiva. En el caso de España, el Gobierno diseñó un paquete económico valorado en 200 000 millones de euros, con fondos tanto públicos como privados, en el caso de los primeros mediante ayudas directas y avales a través del Instituto de Crédito Oficial (ICO). Planes similares se implementaron en el resto de países europeos, así como un plan colectivo llamado Next Generation EU, un plan de recuperación económico valorado en 750 000 millones de euros. De esta cantidad, a España se le asignaron 140 000 millones, de los cuales 70 000 serían a fondo perdido y los otros 70 000 en forma de préstamo. Aunque en 2020 el Gobierno adelantó que solo pediría la primera cantidad, en 2022 la vicepresidenta económica confirmó que finalmente sí los solicitarían.
La Secretaría General de Fondos Europeos se creó el 31 de diciembre de 2020, siendo una de las últimas reformas de la Administración General del Estado de dicho año. Durante todo ese año, se aprobaron numerosas medidas y reformas tanto de ámbito sanitario como económico y, en concreto, en el ámbito presupuestario supranacional se aprobó por parte de la Unión Europea el Mecanismo de Recuperación y Resiliencia para dar respuesta a la pandemia y, en el ámbito nacional, los presupuestos generales del Estado para 2021.
Estas importantes medidas conllevaban enormes movilizaciones de recursos económicos, lo provocó que se aprobase el Real decreto-ley 36/2020 con medidas urgentes para reformar la Administración Pública, en concreto, creando órganos y planes para la ejecución de los fondos europeos previstos en dicho Mecanismo para España. Así, la ministra de Hacienda, María Jesús Montero, reformó el Departamento de Hacienda creando este nuevo órgano directivo con rango de Subsecretaría con el objetivo de «que la persona titular de la misma cuente con el rango jerárquico adecuado para llevar a cabo una mejor interlocución con las Instituciones europeas y pueda coordinar adecuadamente las actuaciones que en esta materia se implementen con el resto de departamentos ministeriales».

## Sanidad

### Pandemia de COVID-19
Al poco tiempo de iniciarse la legislatura se extendió a todo el planeta la pandemia de COVID-19. En España se registró el primer caso el 31 de enero en la isla canaria de La Gomera.

#### Primer estado de alarma
Como consecuencia de la pandemia de COVID-19 en España, el Consejo de Ministros aprobó el 13 de marzo de 2020 el Real Decreto 463/2020 con la declaración de estado de alarma en todo el territorio español, por un periodo de quince días, disponiendo al Gobierno de España como autoridad competente a través de la Presidencia del Gobierno y de los ministerios de Defensa, del Interior, de Transportes, Movilidad y Agenda Urbana y de Sanidad. Mediante este decreto quedó limitada la libertad de circulación, restringida a actividades de primera necesidad, desplazamientos a centros de trabajo y causas de fuerza mayor. Además, quedaron suspendidas las actividades de hostelería y restauración en locales, toda actividad educativa, cultural y deportiva, fiestas populares, la regulación de las ceremonias civiles y religiosas y el restablecimiento de los controles fronterizos.
Al día siguiente, el 14 de marzo de 2020, entró en vigor el decreto de alarma y diez días después, el 24 de marzo de 2020, el Consejo de Ministros solicitó al Congreso de los Diputados la primera de las prórrogas del estado de alarma, hasta el 12 de abril de 2020 a las 00:00 horas. El 25 de marzo de 2020, en la sesión plenaria nº15, se produjo la votación, con únicamente 43 diputados presenciales, ejerciendo el resto el voto telemáticamente. El resultado de la votación fue el siguiente:
| Fecha                                      | Voto |     |    |    |    |    |    |   |   |   |   |   |   |   |   |   |   |   |   |   |   |   | Total   |
| ------------------------------------------ | ---- | --- | -- | -- | -- | -- | -- | - | - | - | - | - | - | - | - | - | - | - | - | - | - | - | ------- |
| 25 marzo de 2020 Mayoría requerida: Simple | Sí   | 119 | 88 | 52 | 26 |    | 10 |   | 7 | 6 |   | 2 |   | 2 | 1 | 1 | 2 | 1 | 1 | 1 | 1 | 1 | 321/350 |
| 25 marzo de 2020 Mayoría requerida: Simple | No   |     |    |    |    |    |    |   |   |   |   |   |   |   |   |   |   |   |   |   |   |   | 0/350   |
| 25 marzo de 2020 Mayoría requerida: Simple | Abs. |     |    |    |    | 13 |    | 8 |   |   | 5 |   | 2 |   |   |   |   |   |   |   |   |   | 28/350  |
| 25 marzo de 2020 Mayoría requerida: Simple | Aus. | 1   |    |    |    |    |    |   |   |   |   |   |   |   |   |   |   |   |   |   |   |   | 1/350   |

El 7 de abril de 2020 el Consejo de Ministros solicitó la segunda prórroga del estado de alarma, hasta el 26 de abril de 2020 a las 00:00 horas, que fue votada en la 16.ª sesión plenaria del Congreso de los Diputados. El resultado de la votación, en la que Vox y la CUP cambiaron sus votos hacia el no, fue el siguiente:
| Fecha                                        | Voto |     |    |    |    |    |    |   |   |   |   |   |   |   |   |   |   |   |   |   |   |   | Total   |
| -------------------------------------------- | ---- | --- | -- | -- | -- | -- | -- | - | - | - | - | - | - | - | - | - | - | - | - | - | - | - | ------- |
| 9 de abril de 2020 Mayoría requerida: Simple | Sí   | 120 | 87 | 1  | 26 |    | 10 |   | 7 | 6 |   | 2 |   | 2 | 1 | 1 | 2 | 1 | 1 | 1 | 1 | 1 | 270/350 |
| 9 de abril de 2020 Mayoría requerida: Simple | No   |     |    | 51 |    | 1  |    |   |   |   |   |   | 2 |   |   |   |   |   |   |   |   |   | 54/350  |
| 9 de abril de 2020 Mayoría requerida: Simple | Abs. |     |    |    |    | 12 |    | 8 |   |   | 5 |   |   |   |   |   |   |   |   |   |   |   | 25/350  |
| 9 de abril de 2020 Mayoría requerida: Simple | Aus. |     | 1  |    |    |    |    |   |   |   |   |   |   |   |   |   |   |   |   |   |   |   | 1/350   |

Nueve días después de la segunda votación, el Consejo de Ministros solicitó la tercera de las prórrogas del estado de alarma, llevándose a cabo la votación el 22 de abril de 2020, en la 18.ª sesión plenaria. El resultado, habiendo cambiado únicamente del sentido de su voto (hacia el no) los diputados de Junts per Catalunya, fue el siguiente:
| Fecha                                         | Voto |     |    |    |    |    |    |   |   |   |   |   |   |   |   |   |   |   |   |   |   |   | Total   |
| --------------------------------------------- | ---- | --- | -- | -- | -- | -- | -- | - | - | - | - | - | - | - | - | - | - | - | - | - | - | - | ------- |
| 22 de abril de 2020 Mayoría requerida: Simple | Sí   | 120 | 87 |    | 26 |    | 10 |   | 7 | 6 |   | 2 |   | 2 | 1 | 1 | 2 | 1 | 1 | 1 | 1 | 1 | 269/350 |
| 22 de abril de 2020 Mayoría requerida: Simple | No   |     |    | 50 |    |    |    | 8 |   |   |   |   | 2 |   |   |   |   |   |   |   |   |   | 60/350  |
| 22 de abril de 2020 Mayoría requerida: Simple | Abs. |     |    |    |    | 11 |    |   |   |   | 5 |   |   |   |   |   |   |   |   |   |   |   | 16/350  |
| 22 de abril de 2020 Mayoría requerida: Simple | Aus. |     | 1  | 2  |    | 2  |    |   |   |   |   |   |   |   |   |   |   |   |   |   |   |   | 5/350   |

El 6 de mayo de 2020 el Consejo de Ministros solicitó al Congreso de los Diputados la cuarta prórroga del decreto de estado de alarma, hasta el 24 de mayo de 2020 a las 00:00 horas. A diferencia de las anteriores prórrogas, esta nueva ampliación suscitó un importante debate entre el Gobierno y el conjunto de los grupos parlamentarios, debido a las diferencias de criterios para llevar a cabo la desescalada de las medidas de confinamiento adoptadas, en especial lo relacionado con el autogobierno de las comunidades autónomas. 
La principal consecuencia fue el cambio de voto al no de ERC (a excepción de Joan Josep Nuet) y del diputado de Foro Asturias; y el cambio de voto a la abstención del Partido Popular, BNG y Navarra Suma. Además, el Gobierno tuvo que negociar una serie de medidas con los grupos parlamentarios de Ciudadanos y PNV para mantener su voto afirmativo a la prórroga
El resultado de la votación fue el siguiente:
| Fecha                                       | Voto |     |    |    |    |    |    |   |   |   |   |   |   |   |   |   |   |   |   |   |   |   | Total   |
| ------------------------------------------- | ---- | --- | -- | -- | -- | -- | -- | - | - | - | - | - | - | - | - | - | - | - | - | - | - | - | ------- |
| 6 de mayo de 2020 Mayoría requerida: Simple | Sí   | 120 |    |    | 26 |    | 10 |   | 7 | 6 |   | 2 |   | 2 | 1 | 1 |   | 1 |   | 1 | 1 |   | 178/350 |
| 6 de mayo de 2020 Mayoría requerida: Simple | No   |     |    | 52 |    | 12 |    | 8 |   |   |   |   | 2 |   |   |   |   |   |   |   |   | 1 | 75/350  |
| 6 de mayo de 2020 Mayoría requerida: Simple | Abs. |     | 88 |    |    | 1  |    |   |   |   | 5 |   |   |   |   |   | 2 |   | 1 |   |   |   | 97/350  |

La quinta prórroga del estado de alarma fue la prórroga que más controversia y oposición tuvo. En principio, el Gobierno tenía pensado solicitar una quinta y última prórroga, con un plazo más amplio, un mes. Sin embargo, las negociaciones con los diversos grupos parlamentarios obligó al Gobierno a reducir sus pretensiones, teniendo que solicitar otra prórroga de 15 días. El principal partido de la oposición, el Partido Popular, votó en contra de otra prórroga, y así lo hizo igualmente Compromís. El resultado fue el siguiente:
| Fecha                                        | Voto |     |    |    |    |    |    |   |   |   |   |   |   |   |   |   |   |   |   |   |   |   | Total   |
| -------------------------------------------- | ---- | --- | -- | -- | -- | -- | -- | - | - | - | - | - | - | - | - | - | - | - | - | - | - | - | ------- |
| 20 de mayo de 2020 Mayoría requerida: Simple | Sí   | 119 |    | 2  | 26 |    | 10 |   | 7 | 6 |   | 2 |   | 2 | 1 |   |   |   |   | 1 | 1 |   | 177/350 |
| 20 de mayo de 2020 Mayoría requerida: Simple | No   |     | 88 | 50 |    | 12 |    | 8 |   |   |   |   | 2 |   |   |   |   | 1 |   |   |   | 1 | 162/350 |
| 20 de mayo de 2020 Mayoría requerida: Simple | Abs. | 1   |    |    |    | 1  |    |   |   |   | 5 |   |   |   |   | 1 | 2 |   | 1 |   |   |   | 11/350  |

Debido al rechazo por parte de la Cámara Baja de la pretensión del Gobierno de extender la última prórroga un mes, el Gobierno decidió solicitar una sexta y última prórroga, que supondría la última fase del estado de alarma, con medidas más relajadas y con mayor protagonismo de las comunidades autónomas, que ausumieron el liderazgo del proceso de la desescalada en todo aquello que no supusiese limitar la movilidad. El Gobierno volvió a conseguir la aprobación del Congreso, esta vez, con menor oposición que en la quinta prórroga. El resultado fue el siguiente:
| Fecha                                        | Voto |     |    |    |    |    |    |   |   |   |   |   |   |   |   |   |   |   |   |   |   |   | Total   |
| -------------------------------------------- | ---- | --- | -- | -- | -- | -- | -- | - | - | - | - | - | - | - | - | - | - | - | - | - | - | - | ------- |
| 3 de junio de 2020 Mayoría requerida: Simple | Sí   | 120 |    |    | 26 |    | 10 |   | 7 | 6 |   | 2 |   | 2 | 1 | 1 |   |   |   | 1 | 1 |   | 177/350 |
| 3 de junio de 2020 Mayoría requerida: Simple | No   |     | 88 | 52 |    | 1  |    | 8 |   |   |   |   | 2 |   |   |   | 2 | 1 |   |   |   | 1 | 155/350 |
| 3 de junio de 2020 Mayoría requerida: Simple | Abs. |     |    |    |    | 12 |    |   |   |   | 5 |   |   |   |   |   |   |   | 1 |   |   |   | 18/350  |

#### Segundo estado de alarma
Como consecuencia de la segunda ola que afectaba a España debido a la pandemia de COVID-19, el Consejo de Ministros aprobó el 25 de octubre de 2020 el Real Decreto 926/2020 que declaraba el estado de alarma en todo el territorio nacional, por un periodo de quince días. Este nuevo decreto, que tenía como autoridad competente al Gobierno de la Nación a través de su presidente, estableció por primera vez que las autoridades delegadas serían los presidentes de las comunidades autónomas. Este decreto establecía medidas parecidas al Real Decreto 463/2020 que declaró el estado de alarma en marzo, pero añadiendo otras como el toque de queda. Sin embargo, todas las medidas quedaban supeditadas a la voluntad de los gobiernos autonómicos, que eran los encargados de decidir que medidas tomar o, en el caso del toque de queda, las horas en las que se aplicaría (de forma general, el Gobierno central estableció un toque de queda desde las 23:00h hasta las 06:00h).
El Gobierno de la Nación, desde el momento que declaró el estado de alarma, dejó claro que pediría al Congreso de los Diputados una prórroga de seis meses. Este fue el resultado de la votación:
| Fecha                                        | Voto |     |    |    |    |    |    |   |   |   |   |   |   |   |   |   |   |   |   |   |   |   | Total   |
| -------------------------------------------- | ---- | --- | -- | -- | -- | -- | -- | - | - | - | - | - | - | - | - | - | - | - | - | - | - | - | ------- |
| 29 octubre de 2020 Mayoría requerida: Simple | Sí   | 120 |    |    | 26 | 12 | 10 | 4 | 7 | 6 |   | 2 |   | 2 | 1 | 1 |   | 1 | 1 |   | 1 |   | 194/350 |
| 29 octubre de 2020 Mayoría requerida: Simple | No   |     |    | 52 |    |    |    |   |   |   |   |   |   |   |   |   |   |   |   |   |   | 1 | 53/350  |
| 29 octubre de 2020 Mayoría requerida: Simple | Abs. |     | 87 |    |    |    |    | 4 |   |   | 4 |   | 2 |   |   |   | 2 |   |   |   |   |   | 99/350  |
| 29 octubre de 2020 Mayoría requerida: Simple | Aus. |     | 1  |    |    | 1  |    |   |   |   | 1 |   |   |   |   |   |   |   |   | 1 |   |   | 4/350   |

#### Campaña de vacunación
Tras llegar a España las primeras dosis de la vacuna contra la COVID-19 de Pfizer el 26 de diciembre de 2020, el país comenzó la vacunación masiva el 27 de diciembre, tal y como había establecido la Estrategia Nacional de Vacunación del Ministerio de Sanidad.
La campaña de vacunación comenzó en España el 27 de diciembre de 2020. A fecha de 1 de marzo de 2022, el Gobierno de España había distribuido 68 658 507 dosis de la vacuna de Pfizer-BioNTech (incluyendo cinco millones de la vacuna pediátrica), 18 227 130 dosis de la vacuna de Moderna, 9 009 780 dosis de la vacuna de AstraZeneca-Oxford y 2 113 650 dosis de la vacuna de Janssen, sumando un total de 98 009 067 dosis, de las cuales se habían administrado 92 679 676 (94,6%). Esto permitió que, en la misma fecha, estuvieran vacunados con pauta completa más de 38 millones de personas mayores de 12 años y algo más de 600.000 menores de esa edad (casi 2 millones con una dosis). A pesar del lento inicio, el 20 de abril se consiguió invertir el ritmo de las curvas de contagios y vacunados con la doble dosis, siendo ésta superior al de contagios desde el inicio de la pandemia. Actualmente, los avances en vacunación son mínimos debido a que la población diana, es decir, aquella susceptible de vacunación, ya está vacunada en su mayor parte.

## Educación
La legislatura estuvo marcada por la culminación de los trabajos iniciados en la segunda mitad de la XIII legislatura en torno a la reforma de la Ley Orgánica de Educación (LOE). El texto, que había sido remitido en octubre de 2018 por el Consejo de Ministros al Congreso de los Diputados, se quedó estancado por las elecciones generales de 2019 hasta que, a mediados de 2020, la Cámara Baja rechazó todas las enmiendas a la totalidad, lo que permitió que se continuase con su tramitación. El proyecto, a juicio del Gobierno, tenía el objetivo de revertir las reformas educativas llevadas a cabo por el anterior Gobierno conservador de Mariano Rajoy. Unos meses después, en noviembre de 2020, la mayoría absoluta del Congreso aprobó el proyecto y el Senado hizo lo propio en diciembre de ese año. Entró en vigor el 19 de enero de 2021.
La nueva ley educativa, conocida popularmente como la Ley Celaá, suscitó un importante rechazo en la oposición al Gobierno al considerar que atacaba a la educación concertada, a la enseñanza especial, y al castellano, además de rechazar que la asignatura de religión volviese a ser optativa, así como que se reforzara la educación sexual.

### Formación Profesional
En julio de 2021 el presidente del Gobierno remodeló su gabinete, sustituyendo a la ministra de Educación y Formación Profesional, Isabel Celaá, por Pilar Alegría. Alegría, encargada de aplicar la nueva ley de educación, también culminó los trabajos sobre la nueva Ley Orgánica que regularía otro importante campo de la educación, la Formación Profesional. En este sentido, la nueva ministra llevó al Consejo de Ministros en septiembre de 2021 el proyecto de Ley Orgánica de Ordenación e Integración de la Formación Profesional, que fue aprobado y remitido al Congreso de los Diputados para su tramitación legislativa.
El texto de la ley de formación profesional, no tan polémico como la ley de educación, fue avalado por la Cámara Baja en diciembre de 2021 y por el Senado en marzo de 2022. Esta nueva ley de FP destaca por el impulso a la formación dual, es decir, compatibiliza la formación de los estudiantes con prácticas remuneradas en empresas, para que quienes se acojan a este tipo de enseñanzas acumulen experiencia laboral desde el inicio.

### Universidades
Durante la decimocuarta legislatura, el Gobierno contó con un departamento únicamente destinado a los estudios superiores, el Ministerio de Universidades. El primer titular de este Ministerio fue Manuel Castells, quien puso las bases de las dos principales leyes de la legislatura del ámbito universitario: una nueva ley universitaria que renovase la de 2001 y una ley de convivencia universitaria que derogase el Decreto de 1954.
En cuanto a la primera, el Consejo de Ministros dio luz verde al anteproyecto de Ley Orgánica del Sistema Universitario (LOSU) el 31 de agosto de 2021. Esta ley, que tiene como objetivo derogar la Ley Orgánica de Universidades (LOU) de 2001, introduce tres niveles de progresión en la carrera académica (incorporación, consolidación y promoción), modificaba la forma de contratar en el ámbito universitario y obligaba a reducir el personal temporal (no pudiendo superar el 20 %), a aumentar el profesorado funcionario mínimo del 51 % al 55 % y a que un 15 % de este profesorado esté doctorado. En cuanto al ámbito orgánico de las universidades, pretendía reformar el sistema de elección de los rectores con dos sistemas: uno de sufragio universal y directo entre los miembros de la comunidad universitaria y otro mediante un órgano electoral específico con miembros de dicha comunidad. La ley no gustó en la comunidad universitaria, que exigían cambios. Además, el cambio de ministro continuó retrasando el proyecto. En marzo de 2023, el Congreso aprobó definitivamente  la ley.
La segunda de las leyes fue la Ley de Convivencia Universitaria (LCU) que se inició con Castells pero que culminó en 2022, con el ministro Joan Subirats al frente del departamento. En febrero de 2022 las Cortes Generales dieron su aprobación definitiva a la nueva ley. La ley introduce un nuevo marco de convivencia en el ámbito de los estudios superiores, con la obligatoriedad de que toda universidad tenga sus propias normas de convivencia con mecanismos de mediación como vía preferente para la resolución de los conflictos, así como medidas de prevención y respuesta frente a la violencia, la discriminación o el acoso, medidas de igualdad de género y establece un nuevo esquema sancionador para las faltas, sobre todo frente a las novatadas, el acoso sexual y el plagio.

## Cultura y Deporte
Durante la xiv legislatura se mantuvo el Ministerio de Cultura y Deporte que, con la aprobación de los presupuestos generales del Estado para 2021, obtuvo su mayor presupuesto histórico que, entre el ministerio, sus organismos autónomos y otras entidades, superó los 1000 millones de euros. En 2022, el presupuesto fue aun mayor, con más de 1500 millones, impulsado principalmente por el Bono Joven Cultural y los fondos europeos.
Por otra parte, en el ámbito del deporte, el 1 de enero de 2021 entró en vigor el nuevo Código Mundial Antidopaje. España, que en otras ocasiones se había retrasado en adaptar su legislación al código, aprobó en junio el proyecto de Ley Orgánica de lucha contra el dopaje en el deporte y lo remitió al poder legislativo para su debate y aprobación. El texto fue aprobado por el Congreso de los Diputados en noviembre de ese año y por el Senado el mes siguiente. Entró en vigor el 30 de diciembre de 2021, cumpliendo con el mandato de la Agencia Mundial Antidopaje de aprobar el texto a la máxima brevedad.
Esta ley recogía la nueva distribución competencial entre el Consejo Superior de Deportes –al que se le otorgaban las funciones de dirección de las políticas de salud en el deporte– y la Agencia Estatal Antidopaje –responsable máxima y única del sistema de control y sanción del dopaje–; esta última siendo renombrada como Comisión Española para la Lucha Antidopaje en el Deporte. Asimismo, recoge, entre otras medidas, el reconocimiento del pasaporte biológico, la incorporación de las personas protegidas –menores y aquellas personas carentes de capacitad jurídica o de obrar– o la definición de nuevas infracciones y, en su caso, la actualización de las ya existentes así como de las sanciones.

### Radiotelevisión Española

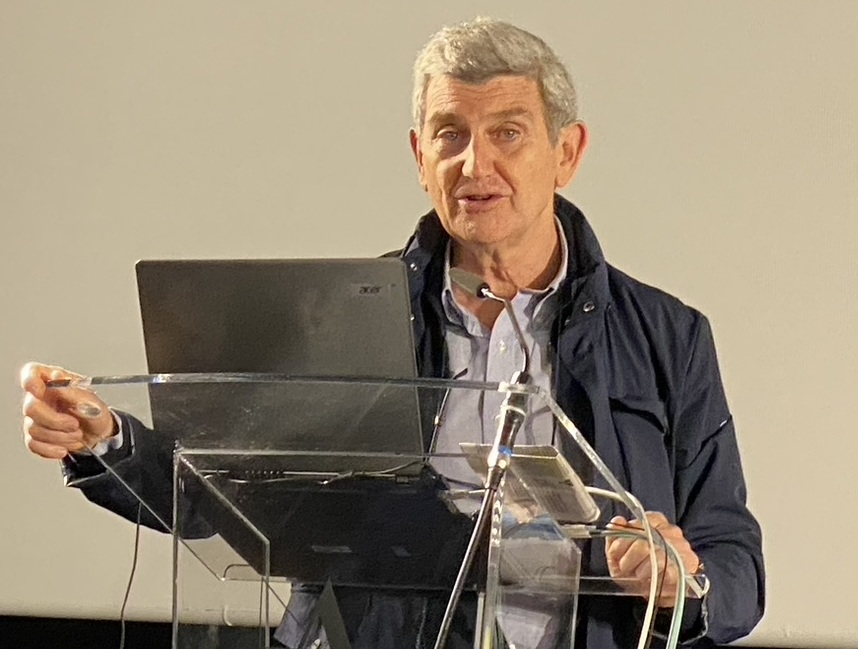
José Manuel Pérez Tornero, presidente de RTVE entre 2021 y 2022.

Tras los problemas para renovar la Corporación de Radio y Televisión Española (RTVE) en las legislaturas anteriores, en febrero de 2021 se anunció un acuerdo entre el PSOE y el PP para llevar a cabo la renovación del Consejo de Administración del entre público, acuerdo que también incluía a Unidas Podemos y el PNV. El Pleno del Congreso de los Diputados ratificó el 25 de febrero el pacto alcanzado por las formaciones políticas, contando los seis candidatos de la Cámara Baja con 259 votos a favor. El Senado —al que le correspondían cuatro candidatos—, ratificó el pacto el 24 de marzo de 2021 nombrando a sus cuatro consejeros con mayorías de entre 218 y 221 votos a favor. Entre los consejeros elegidos por el Congreso estaba el periodista y catedrático José Manuel Pérez Tornero, candidato de consenso para ocupar la Presidencia de RTVE, que fue nombrado para tal posición el 25 de marzo, poniendo así fin al mandato provisional de Rosa María Mateo como administradora única del Ente Público.
El presidente de la Corporación dimitió en septiembre de 2022 al ser, a su juicio, imposible de alcanzar los objetivos para los que había sido elegido por el Parlamento. El Consejo de Administración de RTVE nombró en su lugar, de forma interina, a la periodista Elena Sánchez Caballero.

## Igualdad
Al igual que en el último Gobierno socialista de José Luis Rodríguez Zapatero, durante esta legislatura el presidente del Gobierno, Pedro Sánchez, recuperó el Ministerio de Igualdad. Le confió esta cartera a Irene Montero, diputada a Cortes por Madrid por la formación política de Unidas Podemos, que durante esta legislatura entró a formar parte del Gobierno.
El Departamento de Igualdad diseñó tres grandes leyes que marcarían la legislatura: una nueva ley del aborto, la ley de libertad sexual y la ley Trans.
La primera de las leyes en aprobarse fue la ley de libertad sexual, oficialmente llamada Ley Orgánica 10/2022, de 6 de septiembre, de garantía integral de la libertad sexual y mediáticamente conocida como la «ley del sí es sí». Esta ley se centra en reforzar la idea del consentimiento sexual para evitar que los tribunales de justicia cuestionaran a las víctimas de violaciones, tal y como pasó inicialmente en el caso de La Manada. Nació con mucha polémica, puesto que sus detractores consideraban que vulneraba la presunción de inocencia y algunos expertos consideraban que los cambios en los tipos delictivos podrían conllevar rebajas penales. Así, aprobada en agosto de 2022 con 141 en contra (84 del PP, 52 de Vox, uno del PNV y cuatro del grupo mixto) y tres abstenciones (dos de la CUP y una de PRC), entró en vigor en octubre de 2022. A principios de 2023, se conoció la primera rebaja penal a un condenado por abuso sexual al considerar el tribunal que la nueva ley le era más favorable, a lo que le siguió una catarata de cientos de rebajas de condenas, llegando en algunos casos a excarcelaciones. A pesar de la negativa de Unidas Podemos, en febrero de 2023 el PSOE presentó una proposición para reforma la ley y evitar más rebajas penales.
En cuanto a las otras dos leyes, en febrero de 2023 las Cortes Generales dieron el «sí» definitivo a ambos proyectos de ley. Por una parte, la nueva ley del aborto reforzó la realización de abortos en la sanidad pública, suprimió la exigencia de autorización paterna para menores de 16 y 17 años y reguló la objeción de conciencia del personal médico, al mismo tiempo que introdujo bajas laborales por menstruaciones incapacitantes o la gratuidad de la píldora anticonceptiva. Por otra parte, la ley trans supuso un hito, pues reguló por primera vez en España los derechos de este colectivo. Así, estableció la eliminación de la hormonación obligatoria y las evaluaciones psicológicas y médicas como requisitos para aquellas personas que soliciten el cambio de sexo en el Registro Civil, así como eliminó la autorización paterna para los menores de 16 y 17 años (en edades inferiores, basta con autorización paterna entre los 14 y 16 años y autorización judicial entre los 12 y 14). Igualmente, prohibió las terapias de conversión, autorizó que este colectivo tuviera acceso a la reproducción asistida y promovió la concienciación en el ámbito educativo y sanitario.
Finalmente, el departamento también desarrolló otras políticas públicas, como la puesta en marcha del Plan Corresponsables.

## Fin de la legislatura
El 29 de mayo de 2023 el presidente del Gobierno, Pedro Sánchez, anunció en rueda de prensa que había comunicado al rey Felipe su voluntad de disolver las Cortes Generales y llamar a elecciones anticipadas el 23 de julio.
Este anuncio lo realizó al día siguiente de conocerse los resultados de las elecciones municipales y autonómicas de mayo de 2023, que dieron una incontestable victoria al Partido Popular y tuvo como consecuencia la pérdida por parte del Partido Socialista Obrero Español de la mayoría de los gobiernos autonómicos así como de las principales ciudades españolas.